# Nimrod-Expedition

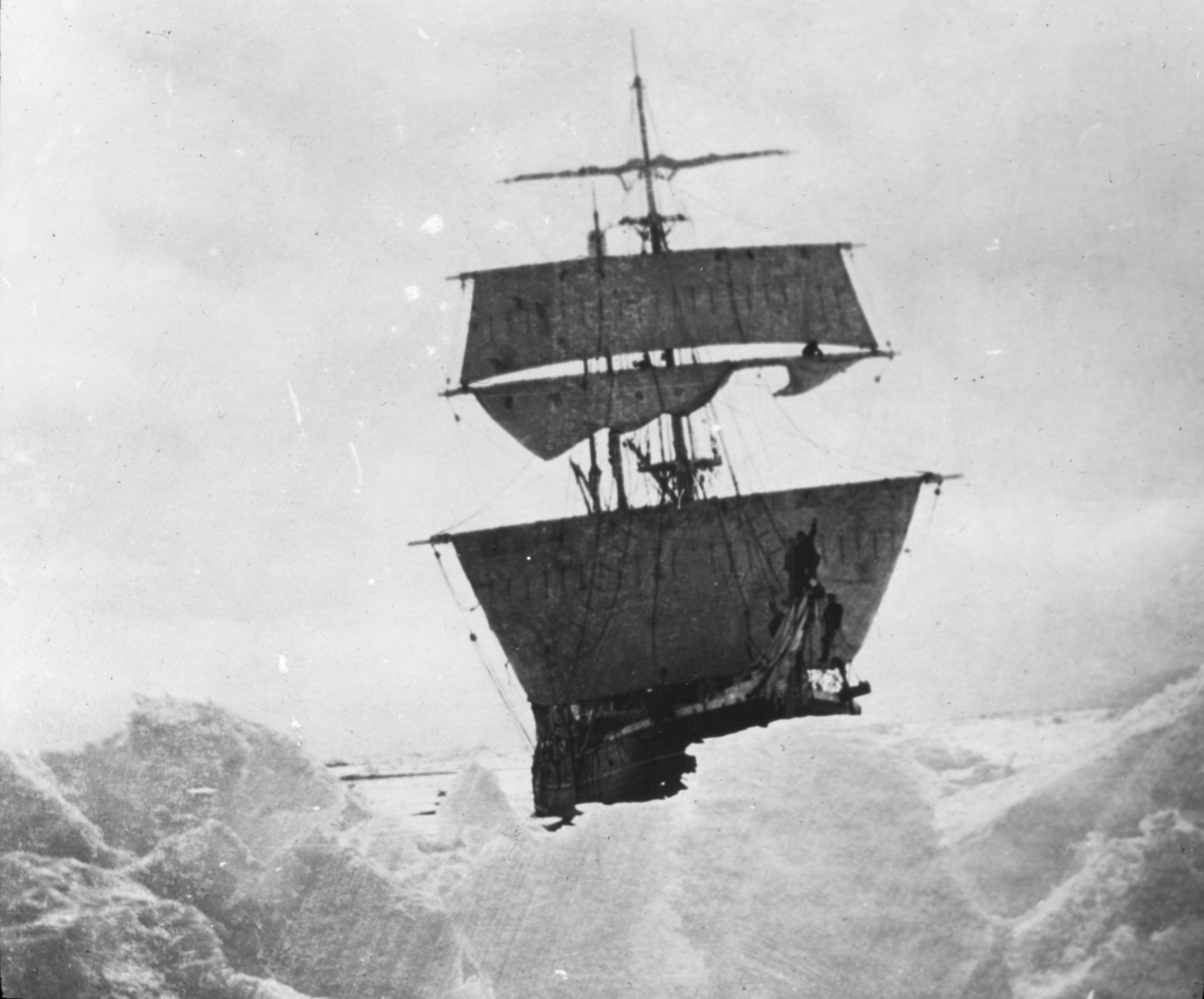
Das Expeditionsschiff Nimrod im antarktischen Packeis

Die Routen der Nimrod-Expedition im Zielgebiet:
Fahrt der Nimrod (Frühjahr 1908)
Marsch Richtung Südpol (Oktober 1908 bis März 1909)
Marsch zum antarktischen magnetischen Pol (Oktober 1908 bis Februar 1909)

Die Nimrod-Expedition (offiziell Britische Antarktis-Expedition 1907–1909) war eine Forschungsreise in die Antarktis, die in der Literatur nach dem Namen des Expeditionsschiffes bezeichnet wird. Sie war die erste der drei Antarktisexpeditionen, die der britische Polarforscher Ernest Shackleton organisierte und leitete. Shackleton beabsichtigte mit dieser Reise vor allem, als erster Mensch den geographischen Südpol zu erreichen. Im Vorfeld der Expedition kam es zu einer Auseinandersetzung mit Robert Falcon Scott, der das Vorrecht auf dieses Ziel für sich beanspruchte. Shackleton setzte sich über eine mit Scott getroffene Vereinbarung über das Zielgebiet der Expedition hinweg, erreichte den Südpol aber nicht. Etwa 180 Kilometer vor dem Ziel mussten er und drei weitere Expeditionsteilnehmer aufgrund mangelhafter Ausrüstung, fehlenden Proviants und zunehmender Erschöpfung umkehren. Dennoch war dies die bis dahin größte Annäherung an einen der beiden geographischen Erdpole.
Während der Reise wurde darüber hinaus eine Reihe bedeutender Erfolge erzielt. Shackleton, Frank Wild, Jameson Adams und Eric Marshall waren die Ersten, die über das Transantarktische Gebirge auf das zentrale Polarplateau vordrangen. Dabei entdeckten sie unter anderem den Beardmore-Gletscher, den größten damals bekannten Gletscher. Die dreiköpfige Mannschaft um den walisisch-australischen Geologen Edgeworth David erreichte als Erste den Ort des antarktischen magnetischen Pols. Ferner gelang die Erstbesteigung des Mount Erebus, des höchsten Vulkans auf der Ross-Insel. Die wissenschaftlichen Mitarbeiter der Expedition, unter ihnen der spätere Leiter der ersten australischen Antarktisexpedition Douglas Mawson, führten umfangreiche geologische, zoologische und meteorologische Untersuchungen durch.
Nach seiner Rückkehr zerstreute Shackleton rasch die anfänglichen Zweifel der Royal Geographical Society an den Errungenschaften seiner Expedition und erhielt zahlreiche Auszeichnungen. Unter anderem schlug ihn König Edward VII. für seine Verdienste zum Ritter. Auch Roald Amundsen würdigte rückblickend Shackletons Leistungen, nachdem er im Dezember 1911 als Erster den geographischen Südpol erreicht hatte.

## Vorgeschichte
Die Antarktis war im Zuge des Sechsten Internationalen Geographischen Kongresses 1895 in London ins Zentrum der geographischen Forschung gerückt. Mit einer Resolution hatte der Kongress dazu aufgerufen, den noch nahezu unbekannten antarktischen Kontinent stärker zu erkunden. Bereits Jahre zuvor hatten sich mehrere namhafte Kongressteilnehmer für dieses Ziel eingesetzt, zum Beispiel Georg von Neumayer und John Murray. Ab 1897 waren diverse Expeditionen verschiedener Nationen zur Antarktis aufgebrochen, hatten dort unterschiedliche Küstenabschnitte erschlossen und damit das sogenannte Goldene Zeitalter der Antarktis-Forschung eingeläutet. Der Schwerpunkt britischer Forschungsinteressen lag im Gebiet des heute als Ross Dependency bekannten Sektors. Treibende Kraft der britischen Antarktisforschung war Clements Markham, seit 1893 Präsident der Royal Geographical Society. Auf Markhams Initiative hin hatte die Royal Geographical Society gemeinsam mit der Royal Society die Discovery-Expedition (1901–1904) organisiert, deren Leitung an Robert Falcon Scott übertragen worden war und zu deren Teilnehmern Ernest Shackleton gehört hatte.

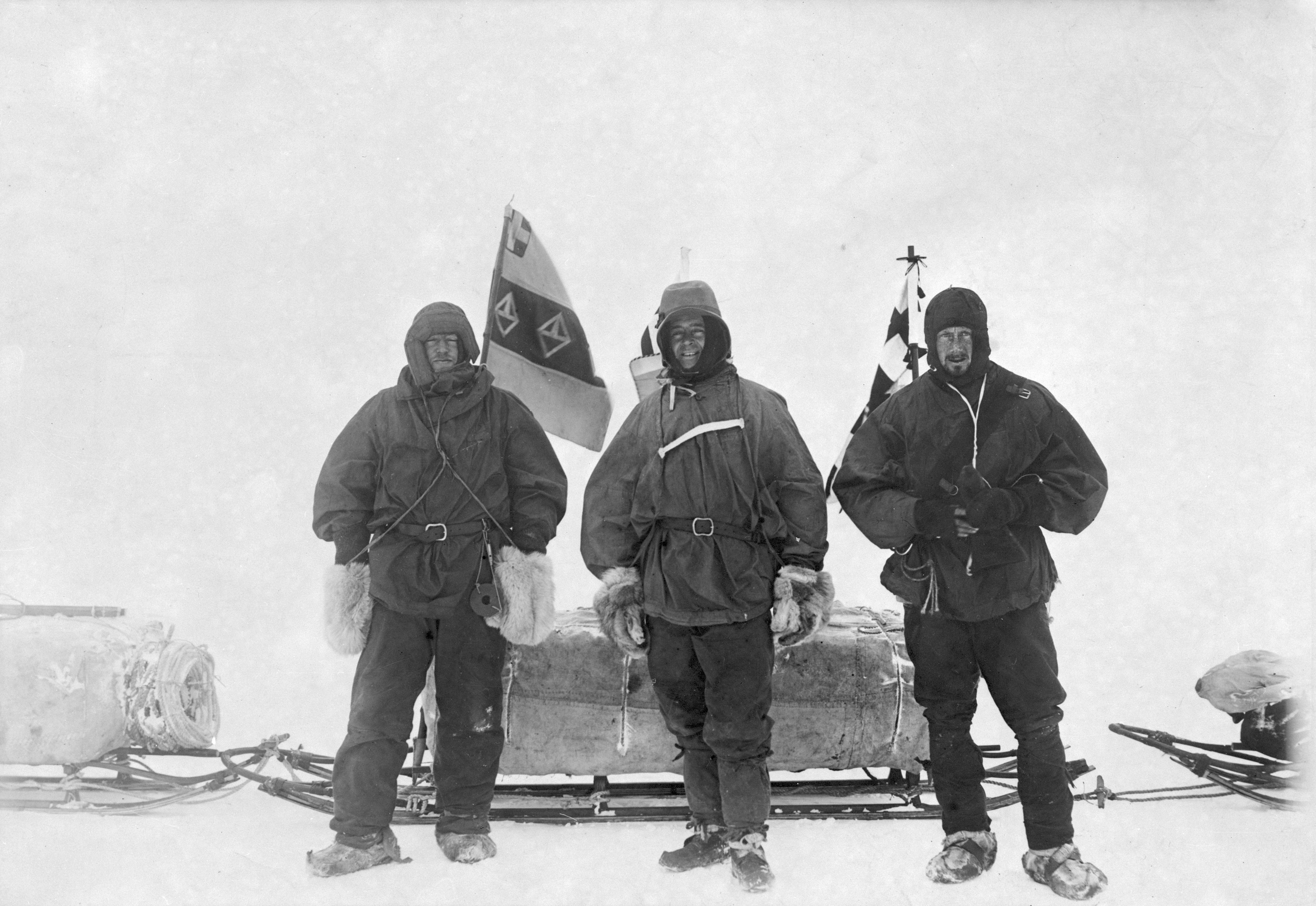
Ernest Shackleton, Robert Falcon Scott und Edward Wilson (v. l. n. r.) beim Aufbruch zum Südpolmarsch am 2. November 1902 während der Discovery-Expedition

Nach Darstellung einiger Historiker sollen Meinungsverschiedenheiten und Feindseligkeiten zwischen Scott und Shackleton im Verlauf und im Nachgang der Discovery-Expedition dazu geführt haben, dass sich Shackleton um die Organisation und Leitung einer eigenen Forschungsreise in die Antarktis bemühte. Der Ausgangspunkt des Konfliktes zwischen beiden Polarforschern sei Scotts erfolgloser Versuch gewesen, gemeinsam mit Shackleton und Edward Wilson den geographischen Südpol oder zumindest eine geographische Breite von 85° S zu erreichen. Im Verlauf dieser Unternehmung war Shackleton schwer an Skorbut erkrankt, hatte infolgedessen beim Husten Blut gespuckt und laut Scotts Tagebucheintrag vom 2. Februar 1903 zwischenzeitlich einen „totalen [körperlichen] Zusammenbruch“ erlitten.
Obwohl Shackleton rasch genesen war, nachdem sie das Basislager auf der Hut-Point-Halbinsel erreicht hatten, hatte ihn Scott vorzeitig zurück nach England geschickt. Shackleton hatte zwar weiter an der Expedition teilnehmen wollen, aber Scott hatte ihn für dienstuntauglich befunden. Seiner Meinung nach sollte Shackleton „kein weiteres Risiko der Mühsal in seinem gegenwärtigen Gesundheitszustand eingehen.“ Die Aussagen anderer Expeditionsteilnehmer lassen jedoch vermuten, dass dies nur ein vorgeschobener Grund für Shackletons Ausschluss gewesen war. Laut der Scott-Biografin Diana Preston hatte sich Shackleton mit seiner „Neigung, Dinge zu hinterfragen und der Obrigkeit Widerstand zu leisten“, der Disziplin widersetzt, die für Scott von großer Bedeutung gewesen war. Darüber hinaus hatte es Hinweise dafür gegeben, dass es zwischen Scott und Shackleton beim gemeinsamen Marsch Richtung Südpol zum Streit gekommen war.
Nach seiner Rückkehr nach England hatte Shackleton eine befristete Stelle unter Vizeadmiral Pelham Aldrich für das Ausrüsten und Beladen der Terra Nova übernommen, eines der beiden Rettungsschiffe der Expedition. Er hatte jedoch das Angebot abgelehnt, als Erster Offizier des Schiffs in die Antarktis zurückzukehren. Eine Genugtuung war für ihn der Befund eines Arztes der Admiralität, der ihn entgegen Scotts Einschätzung für diensttauglich erklärt hatte.
Der Konflikt zwischen Shackleton und Scott hatte seinen vorläufigen Höhepunkt nach der Veröffentlichung von Scotts Expeditionsbericht The Voyage of the Discovery im Jahr 1905 erreicht, in dem Scott Shackleton mehrfach als „unser Invalide“ bezeichnet und so den Eindruck vermittelt hatte, die trotz eines neuen Südrekords enttäuschende erreichte Breite von 82° 17′ S sei in erster Linie Shackleton und seiner schlechten körperlichen Verfassung anzulasten gewesen. Ferner hatte Scott mit seiner Behauptung, Shackleton habe am 21. und 30. Januar 1903 über lange Strecken auf dem Transportschlitten gezogen werden müssen, nach Vergleichen mit übereinstimmenden Aussagen Shackletons und Wilsons offenbar Sachverhalte verschwiegen oder gänzlich unwahr dargestellt.
Beide Polarforscher behandelten sich bei persönlichen Begegnungen und in ihrer Korrespondenz mit Höflichkeit und Respekt, doch nach Ansicht des Polarhistorikers Roland Huntford waren Scotts Maßnahmen und Veröffentlichungen eine absichtliche Demütigung Shackletons, der Scott seither verachtet habe. Shackleton habe die Entlassung durch Scott als persönlichen Makel und Herausforderung empfunden, „in die Antarktis zurückzukehren und zu versuchen, Scott zu übertreffen“. In seinem späteren Expeditionsbericht beschrieb Shackleton dagegen seine Motivation als eine Mischung aus Abenteuerlust, dem Drang nach wissenschaftlicher Erkenntniserweiterung und der „geheimnisvolle[n] Faszination des Unbekannten.“

## Ziele der Expedition

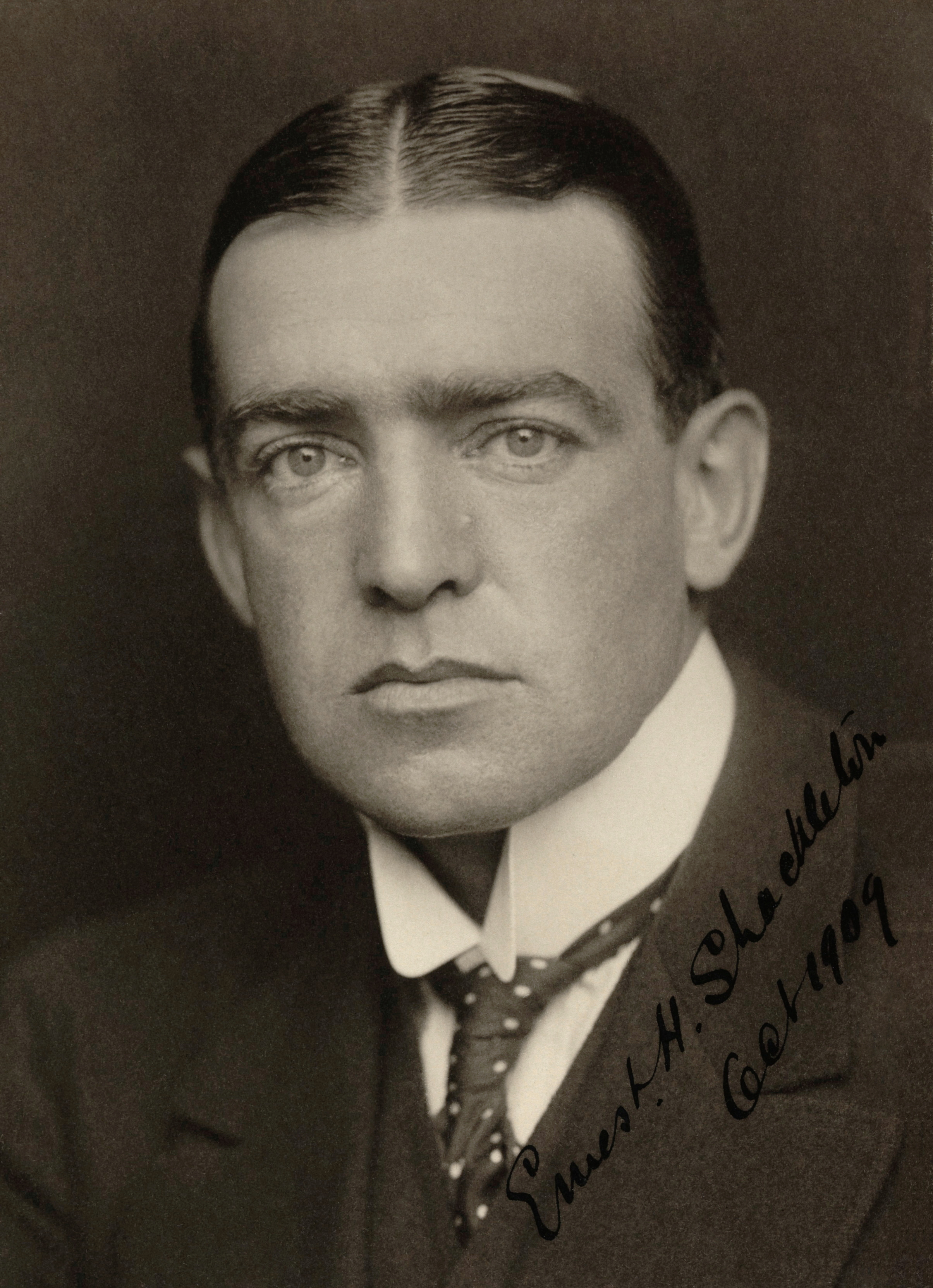
Expeditionsleiter Ernest Shackleton (1907, fotografiert von G.C. Beresford)

Shackleton beabsichtigte, die größte der drei Hütten, die bei der Discovery-Expedition am McMurdo-Sund errichtet worden waren, als Basislager für eine neun- bis zwölfköpfige Landungsmannschaft zu nutzen. Von dort aus sollten drei getrennt operierende Gruppen Märsche zu je einem Ziel unternehmen: Zum geographischen Südpol, zum antarktischen magnetischen Pol und zum Edward-VII-Land (heute bekannt als Edward-VII-Halbinsel). Für die Gruppe, die zum antarktischen magnetischen Pol vordringen sollte, hatte Shackleton eine zusätzliche Operationsbasis in der Umgebung von Mount Melbourne vorgesehen.
Neben dem Hauptziel, beide Pole erstmals zu erreichen, beabsichtigte Shackleton, den bis dahin noch unbekannten südlichen Verlauf des Transantarktischen Gebirges zu erkunden. Zusätzlich plante er glaziologische, geologische und mineralogische Arbeiten, um die Art und die Richtung der Gletscherbewegung der Großen Eisbarriere (heute bekannt als Ross-Schelfeis) und die Beschaffenheit des östlich der Barriere gelegenen Edward-VII-Lands aufzuklären. Zoologische Forschungsarbeiten sollten bisherige Erkenntnisse über die im Zielgebiet vorhandene Artenvielfalt erweitern. Meteorologische Untersuchungen sollten die Frage beantworten, in welchem Maß das Wetter in Australien und Neuseeland durch den antarktischen Kontinent beeinflusst wird. Mit dem Expeditionsschiff wollte Shackleton schließlich noch ausgehend von den Balleny-Inseln in Westrichtung die Küste des Wilkeslands erkunden.
An wissenschaftlichen Arbeiten hatte Shackleton jedoch kaum jemals Interesse gezeigt. So urteilte Hugh Robert Mill (1861–1950), Shackletons Freund und langjähriger Bibliothekar der Royal Geographical Society, in der ersten über Shackleton verfassten Biografie: „Er [Shackleton] war weder polaren Regionen besonders zugeneigt, noch besaß er einen überragenden Forschergeist.“ Shackleton selbst offenbarte Jahre nach der Expedition gegenüber Hubert Wilkins: „Man muss sich entscheiden, ob man ein Wissenschaftler oder ein erfolgreicher Expeditionsleiter sein will. Beides zugleich geht nicht.“ Er stellte die Expedition gegenüber potenziellen Teilnehmern als „Spritztour“ zum Pol dar, war sich jedoch bewusst, dass er einen wissenschaftlichen Deckmantel brauchte, um sich das öffentliche Interesse und die finanzielle Unterstützung zu sichern.

## Vorbereitungen

### Finanzierung

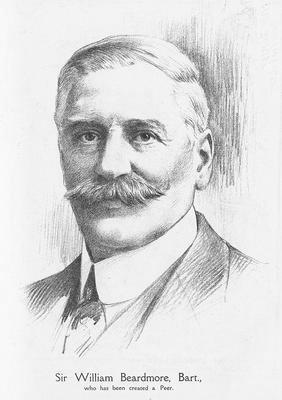
Sir William Beardmore, privater Hauptgeldgeber der Expedition

Zu Beginn des Jahres 1906 hatte Shackleton mit ersten Planungen einer eigenen Antarktisexpedition begonnen. Nach anfänglichen Berechnungen sollten die Kosten rund 17.000 Pfund Sterling (inflationsbereinigt etwa 2,93 Mio. Euro) betragen. Zu diesem Zeitpunkt verfügte Shackleton jedoch über keine nennenswerten finanziellen Mittel. Erst als Shackletons Arbeitgeber, der Unternehmer William Beardmore, eine Bürgschaft über 7000 Pfund in Aussicht stellte, war Shackleton dazu bereit, seine Pläne der Royal Geographical Society (RGS) zu präsentieren. Er tat dies am 12. Februar 1907 bei einem Empfang der RGS für den von der erfolgreichen Gjøa-Expedition zurückgekehrten Roald Amundsen, bei dem auch Fridtjof Nansen anwesend war, der Shackleton später beratend zur Seite stand. Shackleton hoffte auf eine Patronage durch die renommierte Gelehrtengesellschaft, die seinem Vorhaben das notwendige Prestige verleihen sollte, um weitere Sponsoren zu gewinnen. Er hatte seine Pläne zuvor erfolglos etwa 70 potenziellen Spendern vorgelegt. Auch Beardmores Unterstützung fiel im Vergleich zu den Summen, die andere Polarforscher von ihren Geldgebern erhielten, gering aus. Beardmores Zurückhaltung wird auf Shackletons nachlässige Art im Umgang mit Geld zurückgeführt, denn er holte sein Gehalt nicht regelmäßig ab.
Shackletons anfängliche Berechnungen hatten sich bald als unrealistisch erwiesen. Als er mit seinen Plänen an die RGS herantrat, waren die veranschlagten Kosten auf 30.000 Pfund angewachsen. Während Presseberichte über sein Vorhaben großes öffentliches Interesse weckten, war die Reaktion der Verantwortlichen der RGS sehr verhalten. Wie Shackleton erst später erfuhr, hatte zuvor auch Scott der RGS Pläne zu einer erneuten Expedition in die Antarktis vorgelegt, diese jedoch gegenüber der Öffentlichkeit geheim gehalten. Für Shackleton bedeutete dies, dass er vorerst ohne institutionelle Unterstützung auskommen musste.
Nachdem Gerüchte über bevorstehende französische und belgische Expeditionen in das Zielgebiet aufgekommen waren, wollte Shackleton die Antarktis im Januar 1908 erreichen. Dazu musste er im Sommer 1907 von England aufbrechen. Von der Bekanntgabe seiner Pläne bis zur Abreise blieben lediglich sechs Monate, um Ausrüstung und Vorräte zu besorgen, die Expeditionsmannschaft zusammenzustellen und weitere Geldgeber zu finden.
Durch Spenden aus seinem privaten Umfeld, durch die Unterstützung Industrieller wie Edward Cecil Guinness und durch finanzielle Beiträge der Regierungen von Australien und Neuseeland wurden schließlich 30.000 Pfund zusammengetragen. Wegen entstandener Mehrkosten rechnete Shackleton jedoch schließlich mit Verbindlichkeiten in Höhe von 45.000 Pfund. Um die offenen Rechnungen bei seinen Ausrüstern nach Abschluss der Reise bezahlen zu können, plante er Vortragsreisen und die Veröffentlichung eines Buches. Weitere Einkünfte erhoffte er sich von Sonderbriefmarken der neuseeländischen Regierung mit dem Stempel eines im antarktischen Stützpunkt eingerichteten Postamtes.

### Wahl der Transportmittel für die Märsche

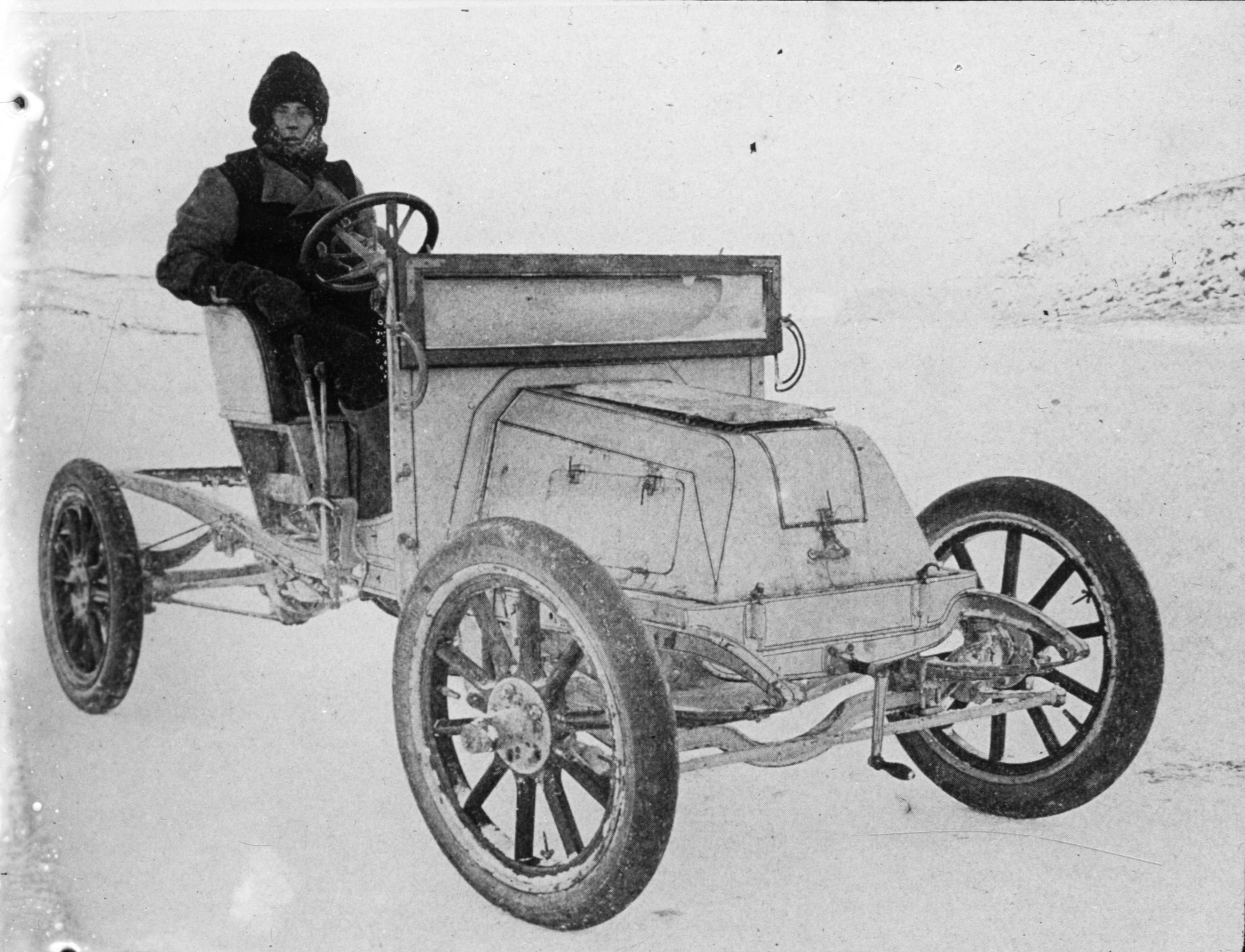
Das erste Automobil in der Antarktis, gesteuert von Mechaniker Bernard Day

Als Transportmittel für Ausrüstung und Proviant während der Märsche sollten Schlitten dienen, die von Mandschurischen Ponys, Schlittenhunden und einem eigens für den Einsatz unter extremen Kältebedingungen gebauten Automobil gezogen werden sollten. Letzteres erwies sich im Vorfeld als wirksames Werbemittel, da die englische Presse in ihren Berichten über die geplante Expedition insbesondere den Einsatz des Fahrzeugs des schottischen Herstellers Arrol-Johnston hervorhob.
Shackletons Wahl der Transportmittel im Allgemeinen und die Bevorzugung von Ponys gegenüber Hunden als Zugtiere im Speziellen waren umstritten. Der norwegische Polarforscher Fridtjof Nansen hatte ihm aufgrund eigener Erfahrungen während der Durchquerung Grönlands (1888) und der Nordpol-Expedition (1893–1896) für ein schnelles Vorankommen zum kombinierten Einsatz von Skiern und Schlittenhunden geraten. Nansens Erkenntnisse waren bereits durch andere Polarforscher wie Otto Sverdrup, Roald Amundsen, Robert Edwin Peary und Luigi Amadeo von Savoyen in der Arktis sowie Carsten Borchgrevink, Erich von Drygalski und Otto Nordenskjöld in der Antarktis bestätigt worden. Shackleton verließ sich in diesem Punkt jedoch auf die Expertise Frederick George Jacksons zum Einsatz von Pferden in arktischen Regionen. Dieser hatte Ponys während einer Expedition durch Sibirien im Jahr 1893 und bei der Erforschung der Inselgruppe Franz-Josef-Land (1894–1897) verwendet. Jackson hatte insbesondere die Ausdauer, Widerstandskraft und Genügsamkeit dieser Pferde und ihren „sehr großen Nutzen in der Arktisforschung“ bekräftigt. Deshalb und wegen schlechter Erfahrungen mit Hunden während der Discovery-Expedition, die jedoch eher auf mangelnde Erfahrung und Geduld im Umgang mit den Tieren zurückzuführen waren, gab Shackleton den Ponys den Vorrang. Nansens Bemühungen, ihn in dieser Entscheidung umzustimmen, blieben erfolglos. In einem vierseitigen Informationspapier, das Shackleton zuvor zwecks Anwerbung von Investoren verfasst hatte, hatte er dagegen den Schwerpunkt seiner Transportstrategie auf Hunde gelegt: „[…] mit sechzig Hunden und einigen Ponys, bin ich mir ziemlich sicher, kann der Südpol erreicht werden.“
Shackleton plante, im Falle des Versagens der Zugtiere und des Autos die Transportschlitten zu Fuß zu ziehen (engl. Man-Hauling) und dabei auf den Einsatz von Skiern zu verzichten. Roland Huntford schreibt Shackletons Abneigung gegen die Verwendung von Skiern dem laienhaften Einsatz veralteter Skiausrüstung während der Discovery-Expedition zu, mit der Shackleton, Scott und Wilson „wie rheumatische Krähen unbeholfen herumstapften und mit jedem Schritt Energie vergeudeten.“ Shackletons Entschluss zum Man-Hauling beruhte auf einer Empfehlung Clements Markhams. Markham war ein großer Bewunderer Francis Leopold McClintocks, der bei der Suche nach der verschollenen Franklin-Expedition 1859 auf diese Weise große Strecken zurückgelegt hatte. Auch Scott bevorzugte das kräftezehrende Man-Hauling als die für einen britischen Polarforscher einzig würdige Transportweise, da „keine Reise, die mit Hunden gemacht wird, je den ideellen Wert erreichen könnte, der auf sich allein gestellten Männern im Angesicht von Mühsal, Gefahr und Schwierigkeiten […] zukommt.“ Nansen vertrat dagegen wie Amundsen und der britische Bergsteiger William Martin Conway die Auffassung, dass das Man-Hauling eine sinnlose Plackerei sei, die es um jeden Preis zu vermeiden gelte. Shackleton änderte jedoch seine Meinung nicht mehr – eine Entscheidung, die nach heutiger Erkenntnis die Erfolgsaussichten der Expedition verschlechterte und deren Folgen Nansens Einschätzung bestätigten.

### Kauf der Ausrüstung und des Schiffs

Die Nimrod nach dem Umbau zu einer Schonerbark

Shackleton reiste im April 1907 nach Norwegen. In Kristiania (dem heutigen Oslo) bestellte er beim Unternehmen L. H. Hagen & Co., das zuvor auch Nansens Nordpol-Expedition ausgestattet hatte, dreißig Schlitten aus Esche und amerikanischem Hickoryholz. In Drammen ließ er beim Kürschner Wilhelm Christian Møller (1829–1911) Schlafsäcke, Handschuhe und Fußbekleidung aus Pelz herstellen. Shackletons Auftrag musste aufgrund des Termindrucks in einem Bruchteil der sonst üblichen Zeit abgewickelt werden. Dies hatte zur Folge, dass nicht alle Stiefel die gewünschte Qualität hatten. Die besten Stiefel in der von den Samen entwickelten Finnenschuh-Machart (norw. Finnsko, engl. Finnesko) werden aus Pelz von den Beinen der Rentiere hergestellt. Hiervon konnte Shackleton jedoch nur ein Dutzend Paare erwerben. Die übrigen 80 wurden auch aus weniger wärmeisolierenden Teilen des Rentierfells angefertigt. Die Handschuhe, die über wollenen Innenhandschuhen getragen wurden, ließ Shackleton aus dem hierfür üblichen Wolfs- und Hundefell herstellen. Bei anderer Bekleidung wie Hosen, Overalls, Kapuzenjacken und Unterwäsche sowie auch bei Schlafsäcken und Decken für das Winterquartier verließ er sich auf die englischen Unternehmen Burberry und Jaeger. Die Burberry-Bekleidung aus feinem Kammgarn erwies sich im Verlauf der Expedition zwar in intaktem Zustand als guter Kälteschutz, war jedoch wenig strapazierfähig. Ähnliches galt für die aus speziellem Segeltuch hergestellten Zelte.
In Sandefjord wollte Shackleton auf Anraten des belgischen Polarforschers Adrien de Gerlache den speziell für polare Gewässer gebauten Robbenfänger Björn kaufen. Mit 11.000 Pfund überstiegen die Kosten für das erst drei Jahre alte Schiff in bestem Zustand Shackletons finanzielle Möglichkeiten jedoch bei Weitem. Schließlich erwarb er für 5.000 Pfund die Nimrod, einen vor der Küste Neufundlands eingesetzten Robbenfänger mit 334 Tonnen, der 1865 von Alexander Stephens & Son in Dundee aus Eichen-, Grünherz- und Eisenrindenholz gebaut worden war. Die Tonnage des Schiffes betrug nur etwa die Hälfte der Discovery, mit der Scott und Shackleton während der gemeinsamen Expedition unterwegs gewesen waren.
Als die Nimrod am 15. Juni 1907 auf der Themse eintraf, war Shackleton vom verwahrlosten Zustand des Schiffes enttäuscht. Er ließ es in der Werft von R. & H. Green im Blackwall Yard im Londoner East End instand setzen und von einem Schoner in eine Schonerbark mit Rahsegeln am Fockmast und Gaffelsegeln an Groß- und Besanmast umbauen. Im Bug und im Laderaum wurden Mannschaftsquartiere eingerichtet, und das Schiff erhielt einen neuen Dampfantrieb mit 60 nominalen PS, mit dessen Hilfe es eine Geschwindigkeit von sechs Knoten erreichte und bei ruhiger See täglich vier Tonnen Kohle verbrauchte. Der Kohleverbrauch in Verbindung mit der geringen Ladekapazität beschränkte die Reichweite der Nimrod im Motorbetrieb, was Shackleton zu einer Änderung der Anreise in das Zielgebiet zwang.

### Zusammenstellung der Expeditionsmannschaft

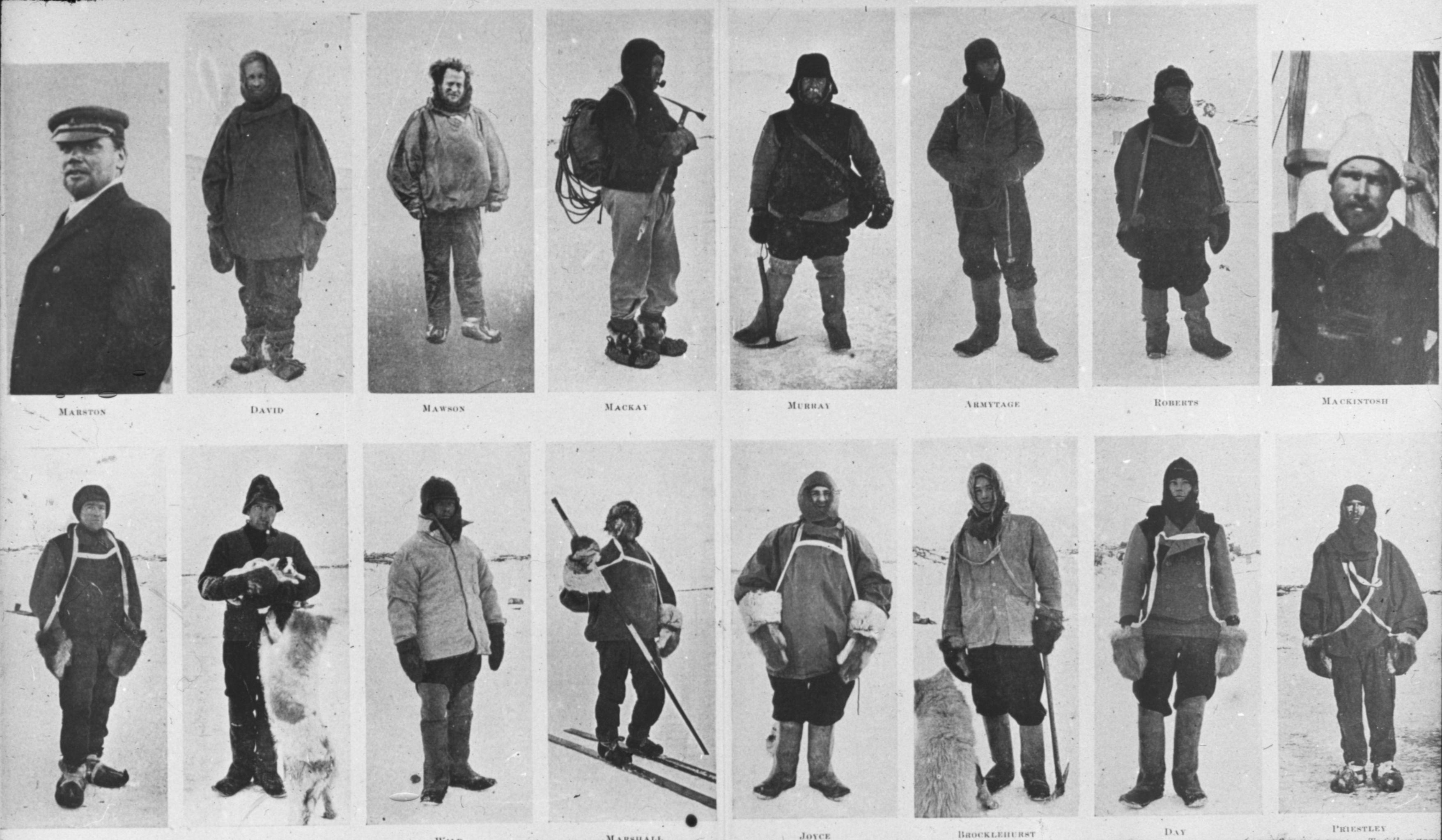
Die Landungsmannschaft der Nimrod-Expedition
Obere Reihe (v. l. n. r.): Marston, David, Mawson, Mackay, Murray, Armytage, Roberts, Mackintosh
Untere Reihe (v. l. n. r.): Shackleton, Adams, Wild, Marshall, Joyce, Brocklehurst, Day, Priestley

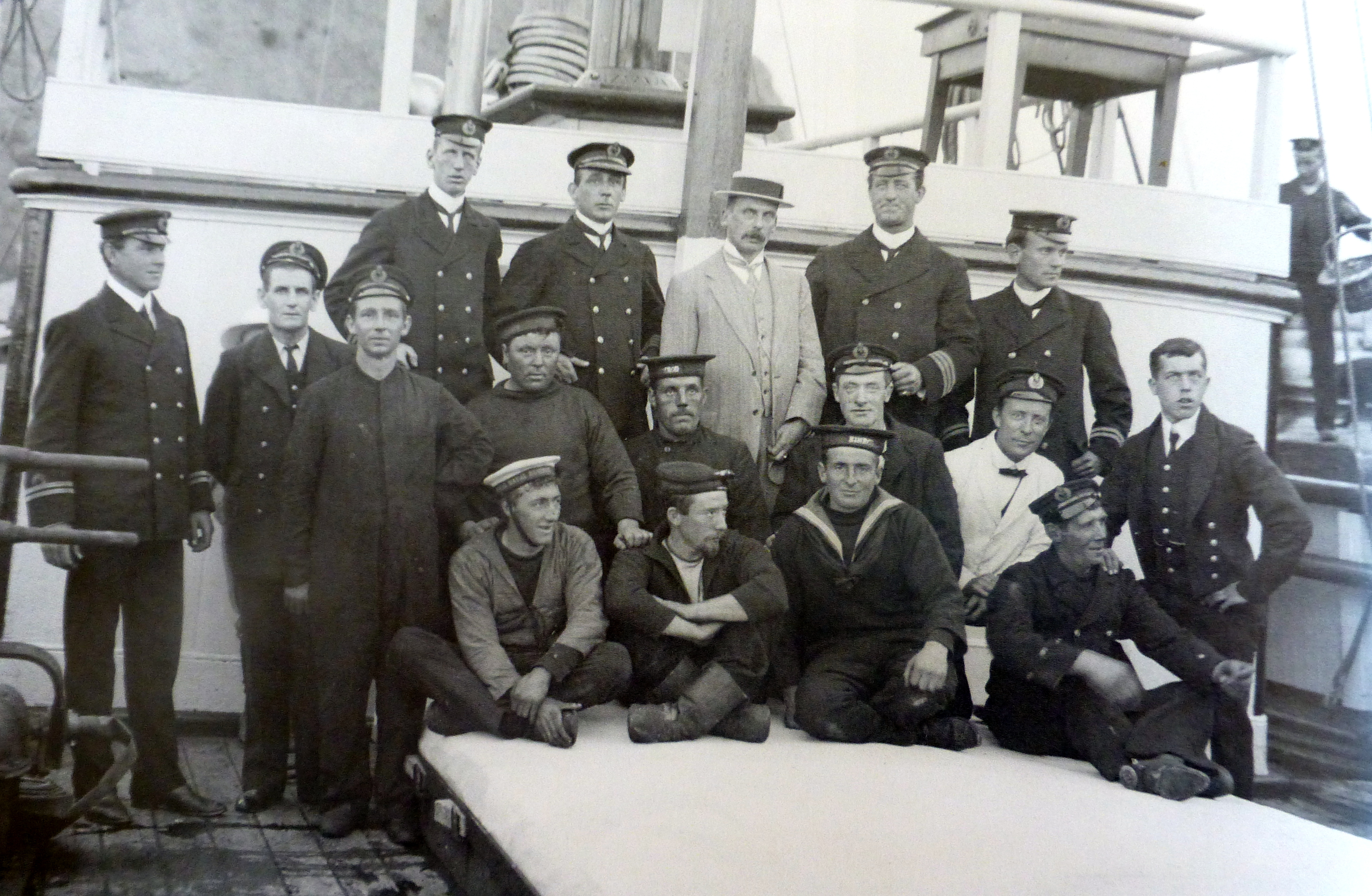
Offiziere und Besatzungsmitglieder der Nimrod
Obere Reihe (v. l. n. r.): Davis, England, Reid (Geschäftsführer der Expedition), Dunlop, Michell
Mittlere Reihe (v. l. n. r.): Mackintosh, McGowan, Craft, Spice, Riches, Morrison, McRae, Ansell
Untere Reihe (v. l. n. r.): A. B. Bull, Berry, Ellis, Cheetham

Wegen der knapp bemessenen Vorbereitungszeit bemühte sich Shackleton, bei der Auswahl seiner Begleiter pragmatisch vorzugehen. Ein langwieriges Auswahlverfahren erschien ihm unmöglich. Deshalb wandte er sich zunächst direkt an Männer, die ihre Eignung für die Teilnahme an einer Reise in polare Regionen bereits unter Beweis gestellt hatten. So beabsichtigte er, einen Großteil seiner Mannschaft von Scotts Discovery-Expedition zu übernehmen. Seinem Freund Edward Wilson bot er den Posten des stellvertretenden Expeditionsleiters an. Zu seiner Enttäuschung lehnte Wilson mit der in den Augen Shackletons nur vorgeschobenen Begründung ab, er sei durch sein Ehrenwort an eine Tätigkeit als Freilandbeobachter für die vom Landwirtschaftsausschuss eingesetzte Kommission zur Untersuchung der Moorhuhnkrankheit gebunden. Weitere Absagen erhielt er unter anderen von Albert Armitage und George Mulock. Durch Mulock erfuhr Shackleton beiläufig von Scotts Planungen zu einer weiteren Expedition in die Antarktis, und dass sich die Offiziere der Discovery-Expedition zur Teilnahme an dieser Forschungsreise verpflichtet hätten. Von der Discovery-Mannschaft konnte Shackleton schließlich nur Frank Wild und Ernest Joyce für sein Vorhaben gewinnen. Joyce bot er die Aufsicht über die Schlitten und die wenigen mitgereisten Hunde an. An Wild übertrug Shackleton die Verwaltung der Vorräte. Joyce und Wild sollten zudem als Schriftsetzer und Drucker eines von ihm geplanten Expeditionsbuches fungieren.
Die weiteren Teilnehmer der Expedition wählte Shackleton vorwiegend aus seinem Freundes- und Bekanntenkreis aus, oder er verließ sich auf Ratschläge und Empfehlungen anerkannter Experten. Anstelle von Wilson ernannte Shackleton Jameson Adams zu seinem Stellvertreter und zum Verantwortlichen für die Durchführung meteorologischer Arbeiten. Adams und Shackleton verband ihre Ausbildung bei der britischen Handelsmarine und die Zugehörigkeit zur Royal Naval Reserve (RNR), den Reservestreitkräften der Royal Navy. Für die Position des leitenden Expeditionsarztes hatte Shackleton Eric Marshall ausgewählt, der sich bei einem gemeinsamen Treffen 1906 als Freiwilliger zur Verfügung gestellt hatte. Bei anderen Expeditionsteilnehmern stieß Marshall, der für einen Großteil der während der Expedition angefertigten Fotografien und Filmaufnahmen verantwortlich war, wegen seiner schroffen und häufig arroganten Art auf wenig Sympathien. Später vertrat er die jedoch nie gegenüber Shackleton geäußerte Auffassung, dass eigentlich ihm die Leitung des Unternehmens gebührt habe. Außerdem fühlte er sich bei der Wahl des stellvertretenden Expeditionsleiters übergangen. Neben Marshall gehörten der schottische Marinearzt Alistair Mackay und der kanadische Schiffsarzt Rupert Michell zum medizinischen Personal. Auf Empfehlung von William Speirs Bruce und John Murray wurde James Murray der Biologe der Expedition. Der bereits 41-jährige Murray war ein Spezialist für Mikroorganismen und hatte an Bär- und Rädertierchen geforscht.
Zum Kapitän der Nimrod ernannte Shackleton Rupert England, der zuvor in der Endphase der Discovery-Expedition als Erster Offizier auf dem Rettungsschiff Morning tätig gewesen war. Englands damaligen Posten übernahm auf der Nimrod der 23-jährige John King Davis, der sich nach eigener Aussage kurzentschlossen beworben hatte, nachdem er zufällig auf das Expeditionsbüro in der Regent Street gestoßen war. Aeneas Mackintosh, wie Adams und zuvor auch Shackleton ein Offizier der britischen Handelsmarine, stand Davis als Zweiter Offizier zur Seite. Shackleton plante ihn zudem für die spätere Landungsmannschaft ein. Als Schiffsingenieur wählte Shackleton seinen irischen Landsmann Harry Dunlop. Dieser sollte sich außerdem gemeinsam mit Bernard Day, einem Experten für Verbrennungsmotoren, um das mitgeführte Automobil kümmern.
Zum ersten zahlenden Teilnehmer einer Antarktisexpedition wurde der erst 20-jährige Philip Brocklehurst. Dieser hatte bereits Interesse an einer Reise in die Antarktis bekundet, als Shackleton ihn im März 1906 kennengelernt hatte. Brocklehurst sollte als Assistent des Geologen Raymond Priestley arbeiten und verfügte über einflussreiche Beziehungen, die sich über die von ihm beigesteuerten 2000 Pfund hinaus für die Finanzierung der Reise als hilfreich erwiesen. Die Aufgabe des Expeditionszeichners fiel George Marston zu. Er überzeugte Shackleton nicht nur von seinen künstlerischen Fähigkeiten, sondern auch durch seine Körperkraft und seinen besonderen Humor, der ihn auch bei anderen Expeditionsteilnehmern beliebt machte. Priestley beschrieb Marston als einen „Preisboxer von Körperbau und Gesicht mit dem Gemüt eines gefallenen Engels.“
Das wissenschaftliche Team um Adams, Priestley, Brocklehurst und Murray erhielt in Australien Zuwachs durch den renommierten Geologen Edgeworth David und dessen Protegé Douglas Mawson. Der neben David und Mawson dritte australische Expeditionsteilnehmer, der zur Landungsmannschaft gehörte, war Bertram Armytage, den Shackleton auf Empfehlung Davids rekrutierte und mit der Versorgung der Ponys betraute.

### Vereinbarung mit Robert Falcon Scott
Robert Falcon Scott hatte im Januar 1907 der Royal Geographical Society Pläne für eine weitere Antarktisexpedition vorgelegt und die Vertreter der Gesellschaft darüber zu Stillschweigen verpflichtet. Sein Memorandum mit dem Titel The Sledging Problem in the Antarctic: Men versus Motors enthielt als eines der Ziele das Erreichen des geographischen Südpols mit Hilfe motorisierter Fahrzeuge.
Von Shackletons Ankündigungen, die sich mit seinen eigenen Absichten überschnitten, erfuhr Scott aus einer Meldung in der London Times. In zwei am 18. Februar 1907 an Shackleton verfassten Briefen reklamierte Scott sein angebliches Vorrecht auf die Erforschung des Zielgebiets und appellierte an die Loyalität, zu der Shackleton gegenüber seinem früheren Vorgesetzten verpflichtet sei. Inmitten seiner Vorbereitungen sah sich Shackleton mit einem Konkurrenten auf dem Weg zum geographischen Südpol konfrontiert, dessen aufgeworfene Prioritätsfrage das Zustandekommen der Nimrod-Expedition gefährdete. Er versicherte in seinem Antwortschreiben zehn Tage später, zum Zeitpunkt der Bekanntgabe seines eigenen Vorhabens nichts über Scotts Pläne gewusst zu haben, und legte die Zwangslage dar, die sich für ihn aus Scotts Forderungen ergab: „Natürlich würde ich mich gerne Ihren Ansichten anschließen, soweit es möglich ist, ohne mich damit in eine Position zu begeben, die für mich selbst angesichts der bereits getroffenen Vereinbarungen unhaltbar wäre.“ Beide Kontrahenten zogen Edward Wilson in dieser Auseinandersetzung ins Vertrauen und insbesondere Shackleton hoffte, Wilson als neutralen Vermittler zu gewinnen. Wilson jedoch bezog unmissverständlich Stellung für Scott, als er an Shackleton schrieb: „Nun, Shackles, ich denke, Deine Lage ist eindeutig […]. Du solltest Dich vom McMurdo-Sund fernhalten. […] Es wird Deine Aussichten auf einen großen oder den allergrößten Erfolg vermindern, aber ich bin ebenfalls ganz und gar der Meinung, dass Scott vor allen anderen das Recht hat, diesen Stützpunkt zu nutzen.“
Wilsons Parteinahme veranlasste Shackleton, den geplanten Stützpunkt seiner Expedition in das Edward-VII-Land östlich der Großen Eisbarriere zu verlegen. Shackletons Annahme, damit dem Wunsch Scotts zu entsprechen, widersprach Wilson in einem weiteren Brief. Darin riet er Shackleton, keine neuen Pläne zu machen, bevor er gehört habe, welche Grenzen Scott für seine Rechte nenne. Shackleton weigerte sich in seiner Antwort an Wilson, den zunehmenden Behinderungen seiner Absichten durch Scott weiter nachzugeben. Im Mai 1907 kam es zu einem Gespräch zwischen Shackleton und Scott, in dem Letzterer nunmehr das Territorium westlich des 170. westlichen Längengrades für sich beanspruchte. Scott wurde dabei erneut von Wilson unterstützt, der Ende März 1907 Scotts Angebot zur Teilnahme an einer weiteren Fahrt in die Antarktis angenommen hatte. Schließlich wurde eine Übereinkunft getroffen, in der sich der massiv unter Druck gesetzte Shackleton mit Scotts Ansprüchen einverstanden erklärte, „es sei denn die physische Beschaffenheit des Geländes hält mich davon ab, östlich dieses Längengrades zum Pol vorzustoßen.“ Dies war eine Zusage, die nach Meinung der Shackleton-Biografen Margery (1913–1992) und James Fisher „Scott […] niemals hätte einfordern sollen“ und nach Einschätzung des Historikers Beau Riffenburgh „niemand guten Gewissens verlangen konnte und die [Shackleton] nie hätte geben sollen, denn sie hatte Auswirkungen auf das gesamte Risiko bei Shackletons Expedition.“

## Expeditionsreise

### Fahrt von England nach Neuseeland

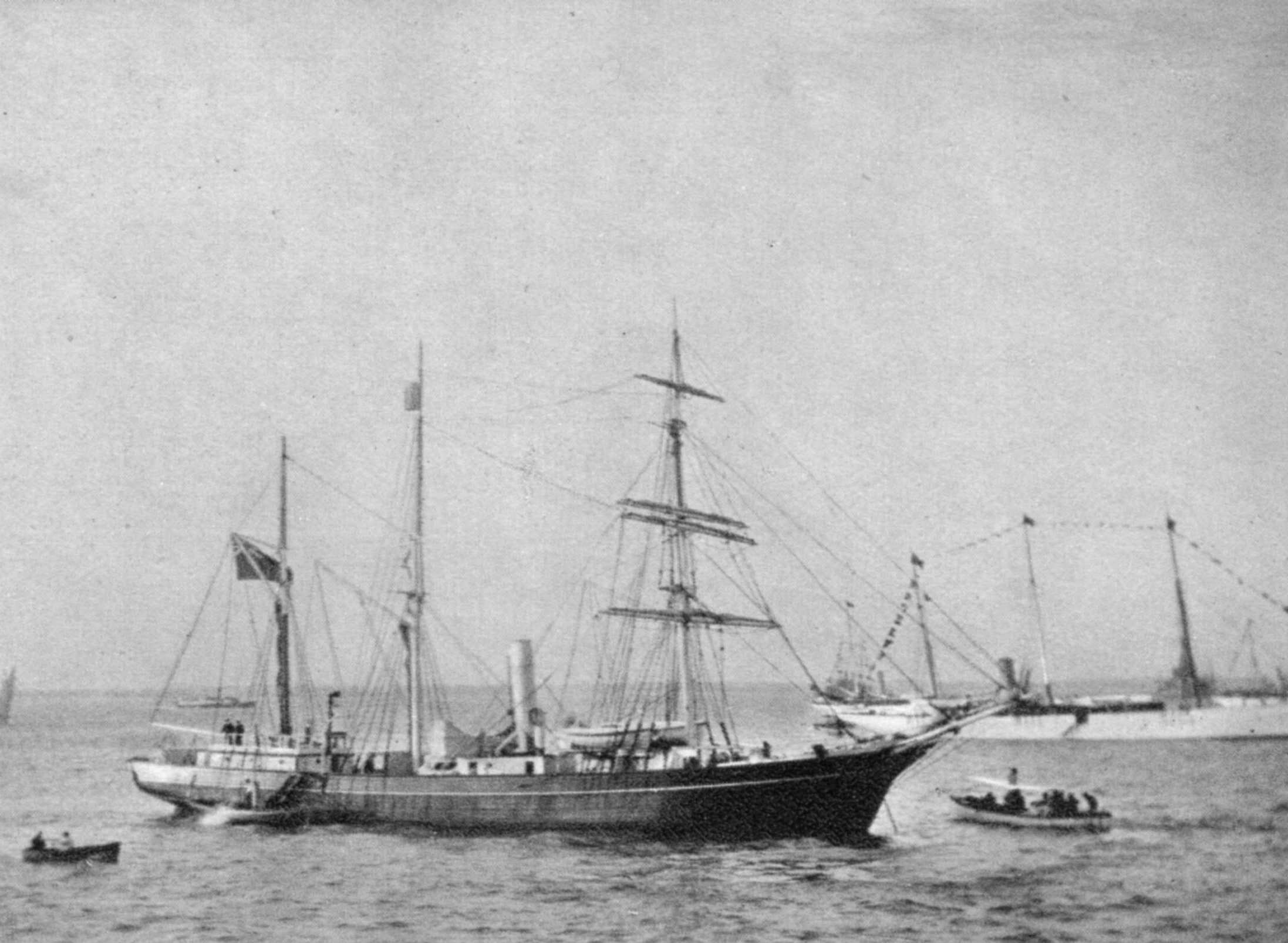
Die Nimrod am Tag vor der Abreise aus England am 5. August 1907 (fotografiert von Königin Alexandra)

Die Nimrod fuhr am 5. August 1907 während der Cowes Week von der Isle of Wight ab, nachdem dort am Vortag König Edward VII. und Königin Alexandra Mannschaft und Schiff verabschiedet hatten. Shackleton ging bereits in Torquay von Bord, um noch für einige Wochen weitere Vorbereitungen zu treffen. Von Torquay ließ Kapitän England am 7. August Kurs auf die Kapverdischen Inseln nehmen, um in São Vicente Kohle zu bunkern. Nach einem weiteren Zwischenaufenthalt in Kapstadt folgte die Überfahrt über den Indischen Ozean. Nach insgesamt 16 Wochen erreichte die Nimrod am 23. November 1907 den Hafen von Lyttelton in Neuseeland.
Priestley, Wild, Joyce, Marshall, Day, Marston, Adams und der Koch William Roberts brachen Anfang November 1907 von Liverpool nach Neuseeland auf. Auf dem Auswandererschiff Runic waren die acht Männer in einer einzigen Kabine einquartiert. Durch die Enge und kaum vorhandene Rückzugsmöglichkeiten entwickelte sich nach Darstellung Priestleys unter ihnen eine besondere Kameradschaft zwischen Freundschaft und Konkurrenzverhältnis mit „dick aufgetragenem Corpsgeist und […] den tiefsten Klüften zwischen uns, die sich später zum Vorteil auswirkten […].“
Etwa zur selben Zeit reiste Philip Brocklehurst auf eigene Kosten an Bord der RMS Omrah nach Neuseeland und stieß in Christchurch zum Rest der Mannschaft. Shackleton hatte bereits eine Woche vor Brocklehurst England mit dem Postschiff RMS India verlassen. In Sydney und Melbourne hielt er vielbeachtete Vorträge über die geplante Expedition und konnte David und Mawson für sein Vorhaben gewinnen. Edgeworth David, Professor für Geologie und Physische Geographie an der Universität Sydney, war weltweit einer der angesehensten Experten der Glaziologie und hatte in dieser Forschungsdisziplin bereits 1895 Interesse an Polargebieten gezeigt. Er nahm Shackletons Angebot zur Teilnahme an der Expedition bereitwillig an und bewog den australischen Premierminister Alfred Deakin, die Expedition mit 5000 Pfund zu unterstützen. Douglas Mawson war ein früherer Student Davids und hielt Vorlesungen zur Mineralogie und Petrologie an der Universität Adelaide. Sein Interesse an der Expedition lag darin, „eine kontinentale Eiskappe leibhaftig zu sehen und [sich] mit der Gletscherbildung sowie ihren geologischen Auswirkungen vertraut zu machen.“ Zusammen mit David und Mawson fuhr Shackleton Mitte Dezember 1907 nach Neuseeland.
Die 15 aus der Mandschurei georderten Ponys wurden nach ihrer Reise über Tientsin, Hongkong und Sydney zunächst in einer Quarantänestation auf Quail Island gehalten. Shackleton nahm aufgrund des Platzmangels an Bord der Nimrod schließlich nur zehn der Tiere mit auf die Reise. Die nur neun durch Ernest Joyce für die Expedition ausgewählten Hunde waren Nachkommen der Samojeden und Grönlandhunde, die der Norweger Carsten Borchgrevink 1900 nach Abschluss der Southern-Cross-Expedition auf Stewart Island zurückgelassen hatte. Ihre Zahl wuchs im Verlauf der Expedition auf 22 Tiere an.

### Fahrt von Neuseeland in die Antarktis

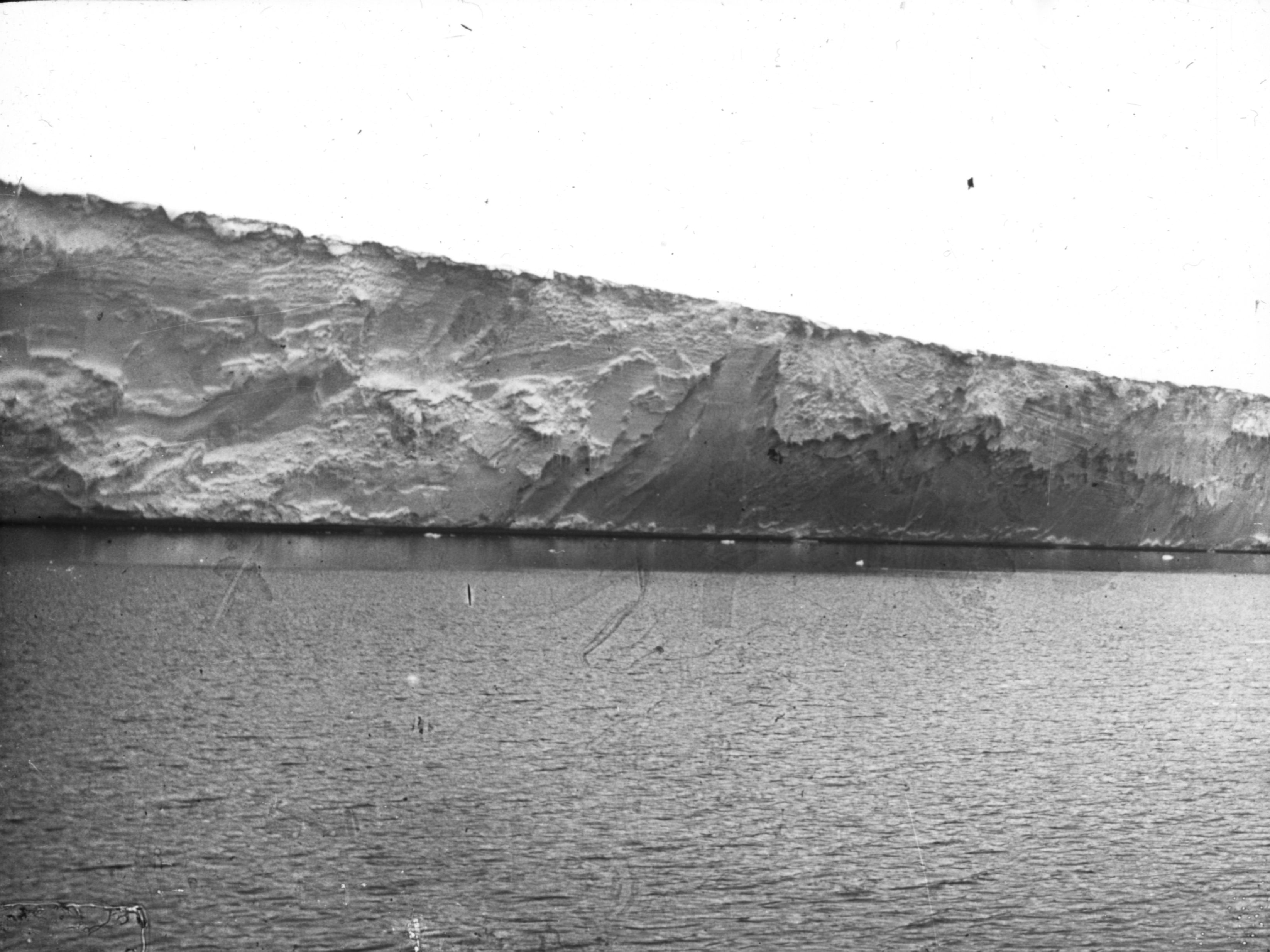
Abbruchkante der Großen Eisbarriere (Ross-Schelfeis) ins Ross-Meer im Januar 1908, hier etwa 30 Meter hoch

Beim Beladen der Nimrod im Hafen von Lyttelton wurde deutlich, dass aufgrund der geringen Ladekapazität des Schiffes nicht ausreichend Kohle für die weitere Reise mitgenommen werden konnte. Shackleton erhielt mit Hilfe der neuseeländischen Regierung Unterstützung durch die Union Steam Ship Company. Von deren Dampfschiff Koonya sollte die Nimrod über 2430 Kilometer bis zum südlichen Polarkreis geschleppt werden. Auf diese Weise hoffte Shackleton genug Kohle zu sparen, um durch das Packeis nach Süden vorstoßen und nach Neuseeland zurückkehren zu können sowie ausreichend Heizmaterial für das Basislager einzubehalten.
Am Neujahrstag 1908 verließ die überladene Nimrod im Schlepptau der Koonya vor rund 50.000 Schaulustigen den Hafen von Lyttelton. In den folgenden Tagen gerieten die Schiffe in schwere See. Dabei wurden Aufbauten der Nimrod beschädigt, und einer der auf Deck eingepferchten Hunde ertrank. Außerdem verletzte sich eines der Ponys so schwer, dass es erschossen werden musste. Erst am 10. Januar besserte sich das Wetter. Vier Tage später sichteten die Expeditionsteilnehmer die ersten Eisberge. Am Mittag des 15. Januar wurde die Trosse zwischen beiden Schiffen gekappt und die Mannschaft der Koonya begab sich auf den Heimweg. Die Expeditionsteilnehmer auf der Nimrod setzten ihre Reise nach Süden durch das Rossmeer fort.
Nach der bis dahin schnellsten Durchquerung des antarktischen Packeisgürtels kam am 23. Januar die Große Eisbarriere in Sichtweite. Da sich die Nimrod noch westlich der mit Scott vereinbarten Demarkationslinie des 170. westlichen Längengrades befand, ließ Shackleton das Schiff in östlicher Richtung entlang der Barriere abdrehen. Shackletons Ziel war die Balloon Bight (englisch für „Ballon-Bucht“), wo er und Scott während der Discovery-Expedition mit einem Fesselballon aufgestiegen waren. Hierzu war die Passage des Barrier Inlet erforderlich, einer Lücke in der Großen Eisbarriere, doch diese blieb unauffindbar. Der Rand der Großen Eisbarriere war in den Jahren seit der Discovery-Expedition derart stark zurückgewichen, dass die Expeditionsteilnehmer anstelle des Inlets auf eine große Bucht stießen, die Shackleton wegen der dort zahlreich anzutreffenden Wale Bay of Whales benannte. Hinter der Abbruchkante war die Barriere laut Priestley „wellenförmig, weil ausgedehnte Wölbungen durch lange oder ziemlich lange flache Abschnitte unterbrochen wurden. Es sieht aus, als wäre entweder Land in der Nähe oder als hätte das Eis eine Landschaft von tief gelegener Beschaffenheit überdeckt.“ Priestley beschrieb damit die von Eis bedeckte Roosevelt-Insel, die offiziell erst 1934 durch den Amerikaner Richard Evelyn Byrd entdeckt wurde.
Wegen dichten Packeises scheiterten mehrere Versuche, das östlich gelegene Festland zu erreichen. Dabei geriet das Schiff zwischenzeitlich in Gefahr, durch von Norden drängende Eismassen gegen die Barriere gedrückt zu werden. Am Abend des 25. Januar entschied Shackleton nach Beratung mit Kapitän England, entgegen der mit Scott getroffenen Vereinbarung zum McMurdo-Sund zu fahren. Auch wenn nicht alle Expeditionsteilnehmer der gleichen Meinung waren, so entsprang diese Entscheidung laut dem stellvertretenden Zweiten Offizier Arthur Edward Harbord (1883–1961) „angesichts der Schwierigkeiten durch Eisdruck, Kohleknappheit, Zeitmangel und das Fehlen einer sicheren Basis, die näher lag als der McMurdo-Sund, dem gesunden Menschenverstand.“ Eric Marshall dagegen beharrte noch Jahrzehnte später darauf, dass Shackleton Alternativen zum McMurdo-Sund gehabt und ihm der Mut gefehlt habe, das nötige Risiko einzugehen.

### Errichtung des Basislagers auf der Ross-Insel

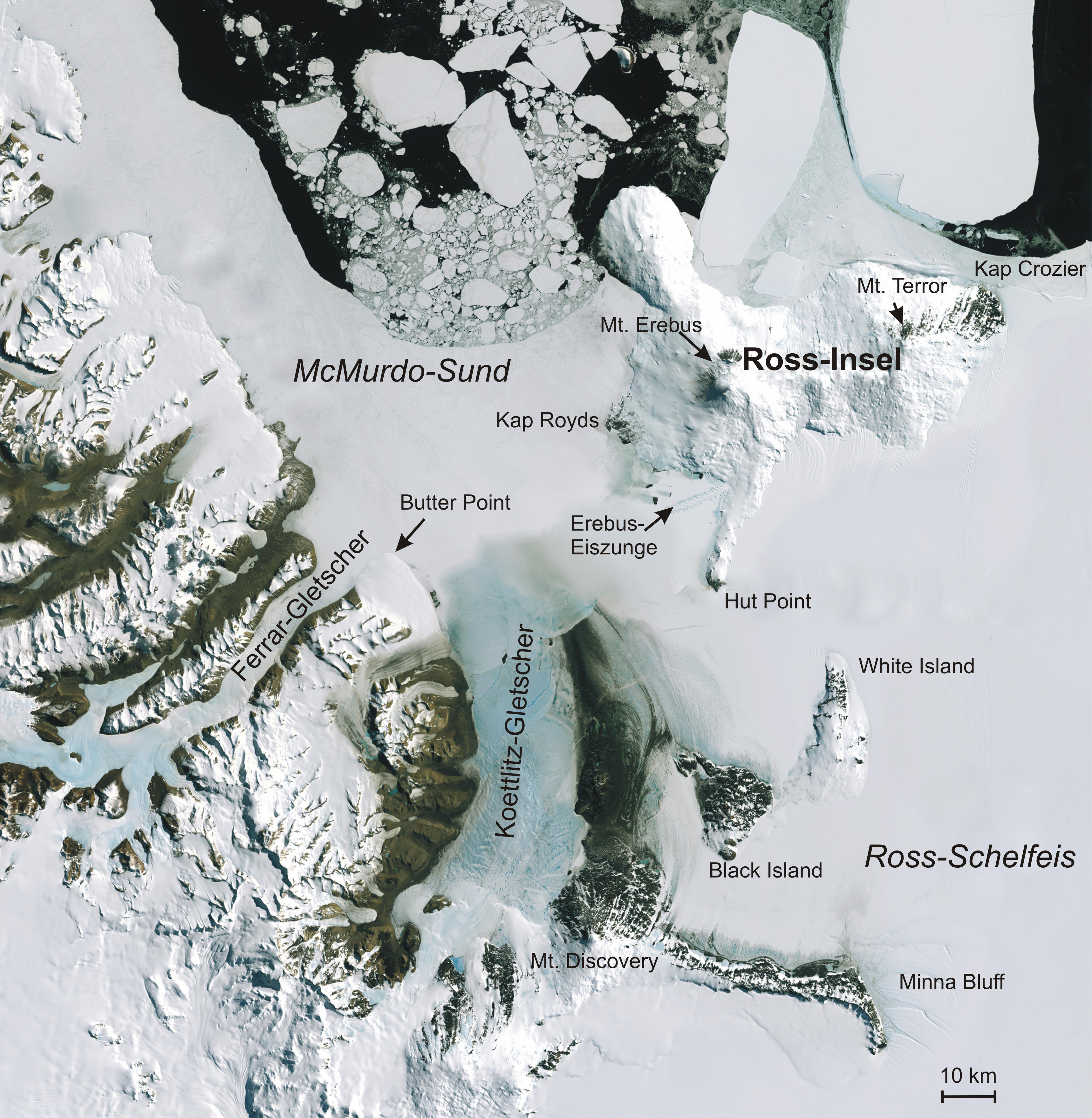
Satelliten-Aufnahme der Umgebung des Basislagers (2001)

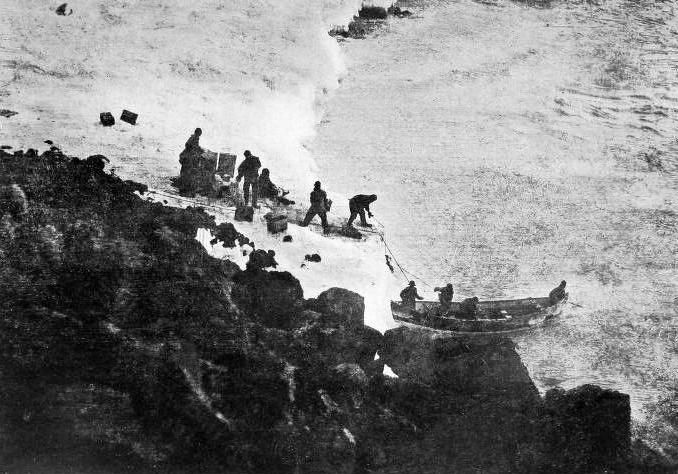
Expeditionsteilnehmer bei der Anlandung von Vorratskisten am Kap Royds im Februar 1908

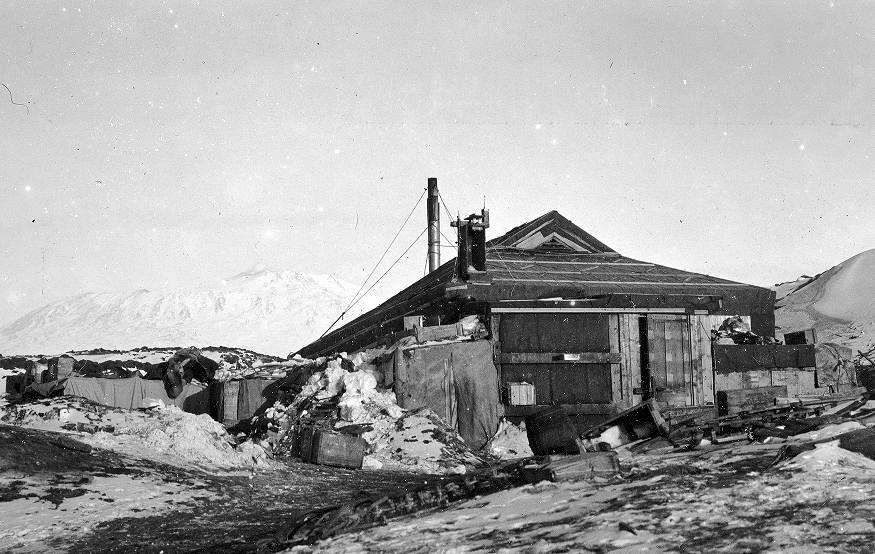
Die am Kap Royds errichtete Expeditionshütte mit Mount Erebus im Hintergrund

Am 29. Januar 1908 erreichte die Nimrod den McMurdo-Sund, nachdem das Schiff am Vorabend bei der Feier zu Edgeworth Davids 50. Geburtstag am Kap Crozier, dem Ostkap der Ross-Insel, vorbeigefahren war. Massives Packeis im Sund verhinderte die Weiterfahrt zur Hut-Point-Halbinsel, dem Basislager der Discovery-Expedition. Shackleton entschied, einige Tage zu warten, in der Hoffnung, das Eis würde aufbrechen. In Vorbereitung auf eine Anlandung ließ er die Ställe der Ponys an Deck abbauen und das Automobil in Betrieb nehmen.
Ein erster Fahrversuch durch Bernard Day auf einer sicheren Eisfläche zeigte, dass das Automobil nur bedingt einsatzfähig war, da es im aufliegenden Schnee steckenblieb. Auch darüber hinaus kam es zu einigen Rückschlägen: Am 30. Januar ließ Shackleton ein weiteres Pony erschießen, das durch Kälte und die schwere See während der Schiffspassage in Mitleidenschaft gezogen worden war. Einer der Hunde ertrank im Meer, nachdem er im Blutrausch Dutzende Pinguine getötet hatte und dabei von einer Klippe abgestürzt war. Bei der Entladung eines Teils der Schlittenausrüstung am 31. Januar wurde Aeneas Mackintosh vom Kranhaken des Schiffs am rechten Auge erfasst. Eric Marshall, Alistair Mackay und William Mitchell konnten in einer Notoperation das verletzte Auge entfernen. Die Verletzung bedeutete für Mackintosh, dass er als Mitglied der Landungsmannschaft ausfiel und stattdessen mit der Nimrod nach Neuseeland zurückkehren musste. Vom Unfall erholte er sich rasch und gehörte im Folgejahr zu der Besatzung, die die Landungsmannschaft mit der Nimrod wieder aufnahm.
Am 1. Februar schickte Shackleton Jameson Adams, Frank Wild und Ernest Joyce auf einen Inspektionsmarsch zum Hut Point, von dem sie zwei Tage später mit der Nachricht zurückkehrten, dass die dortige Hütte unbeschädigt war. Nachdem der Weg zum Hut Point bis zum Nachmittag des 3. Februar nicht eisfrei geworden war, entschied Shackleton, nicht länger zu warten und stattdessen das Kap Royds an der Westseite der Ross-Insel anzusteuern. Am späten Abend ankerte die Nimrod in einer kleinen Bucht am Kap und Shackleton, Edgeworth David und Harry Dunlop suchten nach einem geeigneten Standort für die vorgefertigte Expeditionshütte. Sie fanden ihn bei 77° 33′ 10,7″ S, 166° 10′ 6,5″ O und damit rund 37 Kilometer nördlich der ursprünglich als Basislager vorgesehenen Hütte am Hut Point – eine zusätzliche Strecke, die beim Marsch zum Südpol im nächsten Frühjahr zurückgelegt werden musste. Der Standort erwies sich dennoch als günstig, da durch einen nahegelegenen Süßwassersee ausreichend Trinkwasser zur Verfügung stand und die in der Umgebung zahlreich vorhandenen Robben und Adeliepinguine die Versorgung der Mannschaft mit frischem Fleisch ermöglichten.
Schlechtes Wetter mit Temperaturen von bis zu −27 °C behinderte das Entladen der Nimrod. Weitere Schwierigkeiten entstanden durch Vorsichtsmaßnahmen Kapitän Englands: Er steuerte das Schiff aus Sorge, es könne von treibenden Eismassen beschädigt werden, wiederholt weit vor die Küste in freies Gewässer, bis die Lage in Küstennähe seiner Ansicht nach sicherer wurde. Hierdurch mussten die Expeditionsteilnehmer zwei Wochen lang Versorgungsgüter und Ausrüstung über weite Strecken und unsicheres Eis transportieren. Als sich der Expeditionsarzt Eric Marshall und später auch andere Mannschaftsteile immer heftiger über den Kapitän beschwerten, bat Shackleton im Anschluss an eine Unterredung, England möge unter dem Vorwand einer Erkrankung von seinem Amt als Kapitän zurücktreten, was dieser jedoch ablehnte. Das Entladen des Schiffes dauerte bis zum 22. Februar. In dieser Zeit wurden Tonnen des angelandeten Materials und der Vorräte infolge eines viertägigen Schneesturms mit Windgeschwindigkeiten von bis zu 160 km/h von meterdicken Eismassen verschüttet und mussten mühselig ausgegraben werden.
Shackleton ließ den ungelösten Konflikt zwischen ihm und Kapitän England nicht auf sich beruhen. Vor der Rückfahrt der Nimrod zur Überwinterung in Neuseeland händigte er dem Schiffsingenieur Harry Dunlop einen an den Expeditionsagenten Joseph Kinsey (1852–1936) gerichteten Brief aus. Dieser enthielt die Anweisung, England unter Beibehaltung seiner Bezüge aus dem Dienst zu entlassen und für die Rückkehr des Schiffes im kommenden Jahr einen anderen Kapitän zu bestimmen. Kinsey verpflichtete Frederick Pryce Evans, den Kapitän der Koonya.
Die Expeditionshütte, die auf einer Grundfläche von 10 mal 5,8 Metern aus vorgefertigten Teilen zusammengesetzt war, war Ende Februar 1908 bezugsfertig. Die Ponys waren in einem Stall auf der windgeschützten Seite der Hütte und die Hunde in Zwingern unter dem Vordach untergebracht. Auf der rechten Seite des Windfangs richtete Frank Wild ein Vorratslager ein. Im Innern war die Hütte unterteilt in einen Gemeinschaftsraum mit Küche, durch Bretter oder Sackleinen voneinander getrennte Schlafkammern für je zwei Personen, eine Dunkelkammer und ein kleines Labor. Das Mobiliar wurde aus Vorratskisten gezimmert. Als einziger Expeditionsteilnehmer bezog Shackleton eine Einzelkabine, in der sich auch die Bibliothek befand. Zur Beleuchtung dienten Gaslampen, die durch eine von Bernard Day installierte und betreute Acetylenanlage gespeist wurden. Nach den Vorgaben Jameson Adams’ wurde eine meteorologische Station auf einer Anhöhe auf der Wetterseite der Hütte errichtet.

### Erstbesteigung des Mount Erebus

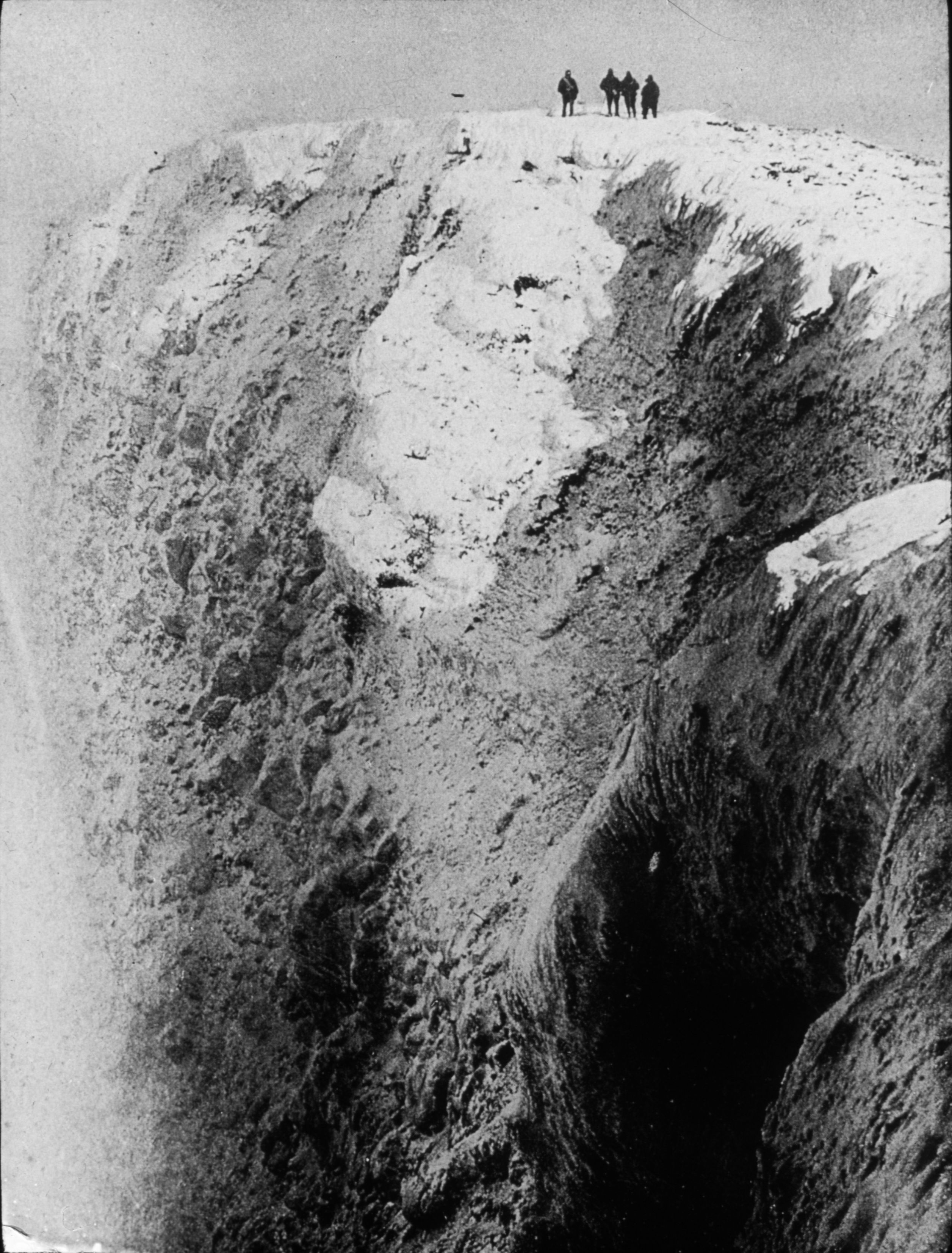
Mackay, Marshall, Adams und David (v. l. n. r.) auf dem Gipfel des Mount Erebus am 10. März 1908

Die Nimrod reiste am 22. Februar 1908 ab. Die Eisfläche, die zuvor eine Weiterfahrt zur Hut-Point-Halbinsel verhindert hatte, war in der Zwischenzeit zurückgewichen. Dadurch war den Expeditionsteilnehmern der Weg zur Großen Eisbarriere abgeschnitten, was es vorerst unmöglich machte, mithilfe der Transportschlitten Vorratsdepots anzulegen, um den Marsch zum geographischen Südpol vorzubereiten. Um die Männer zu beschäftigen, entschied Shackleton, dass einige von ihnen die Besteigung des nahe gelegenen Mount Erebus in Angriff nehmen sollten.
Weder Carsten Egeberg Borchgrevink noch Robert Falcon Scott hatten bei ihren Antarktisexpeditionen eine Besteigung des 3794 Meter hohen Vulkans in Erwägung gezogen, den James Clark Ross im Jahr 1841 erstmals gesichtet und benannt hatte. Borchgrevink hatte am 9. Februar 1900 während der Southern-Cross-Expedition die Ross-Insel am Kap Tennyson (77° 22′ S, 168° 18′ O) nur kurzzeitig betreten. Frank Wild und Ernest Joyce waren 1904 während Scotts Discovery-Expedition an der Erkundung der unteren Ausläufer des Berges beteiligt und hatten dabei eine Höhe von etwa 900 Metern erreicht. Doch weder Joyce noch Wild waren Mitglieder der Mannschaft, die am 5. März 1908 mit dem Aufstieg begann. Zu ihr gehörten dagegen Edgeworth David, Douglas Mawson und Alistair Mackay in derjenigen Gruppe, die den Aufstieg zum Gipfel vornehmen sollte. Eric Marshall, Jameson Adams und Philip Brocklehurst dienten als Unterstützung in einer zweiten Gruppe. Über nennenswerte Bergsteigererfahrung verfügte keiner von ihnen. Ohne dass er es sie wissen ließ, machte sich Shackleton nur wenig Hoffnung, dass die Erstbesteigung gelingen könnte.
Am ersten Tag erreichten beide Gruppen, die gemeinsam einen 280 Kilogramm schweren Schlitten mit Ausrüstung und Proviant hinter sich herzogen, eine Höhe von rund 840 Metern. Am nächsten Tag wurde ihr Aufstieg steiler, und der Schlitten kippte mehrfach bei der Passage großer Sastrugi um. Trotz dieser Schwierigkeiten hatte die Mannschaft am Abend eine Höhe von rund 1700 Metern erreicht. Am 7. März entschied Jameson Adams, dass beide Gruppen gemeinsam zum Gipfel aufsteigen sollten. Am nächsten Tag wurden sie durch einen Schneesturm aufgehalten, sodass der Aufstieg erst am 9. März fortgesetzt werden konnte. An diesem Tag erreichten die sechs Männer den Rand des Hauptkraters. Brocklehursts Füße waren bereits stark von Erfrierungen gezeichnet, sodass entschieden wurde, ihn in dem unterhalb des Kraters errichteten Lager zurückzulassen. Die anderen Männer brachen am 10. März um 6 Uhr morgens von dort auf und erreichten nach vier Stunden den aus dem Hauptkrater aufragenden aktiven Gipfelkrater. Adams führte einige meteorologische Untersuchungen durch, während die anderen unter Davids Anleitung Gesteinsproben einsammelten. Danach begann der Abstieg, bei dem die Männer den schneebedeckten Hang hauptsächlich hinunterrutschten. Das Basislager am Kap Royds erreichten sie gemeinsam mit Brocklehurst am 11. März laut Marshall „fast tot“. Adams, David, Armytage, Joyce, Wild und Marshall brachten den beim Abstieg auf halber Strecke zurückgelassenen Schlitten zusammen mit dem gesammelten geologischen Material einige Tage später zur Expeditionshütte.

### Überwinterung

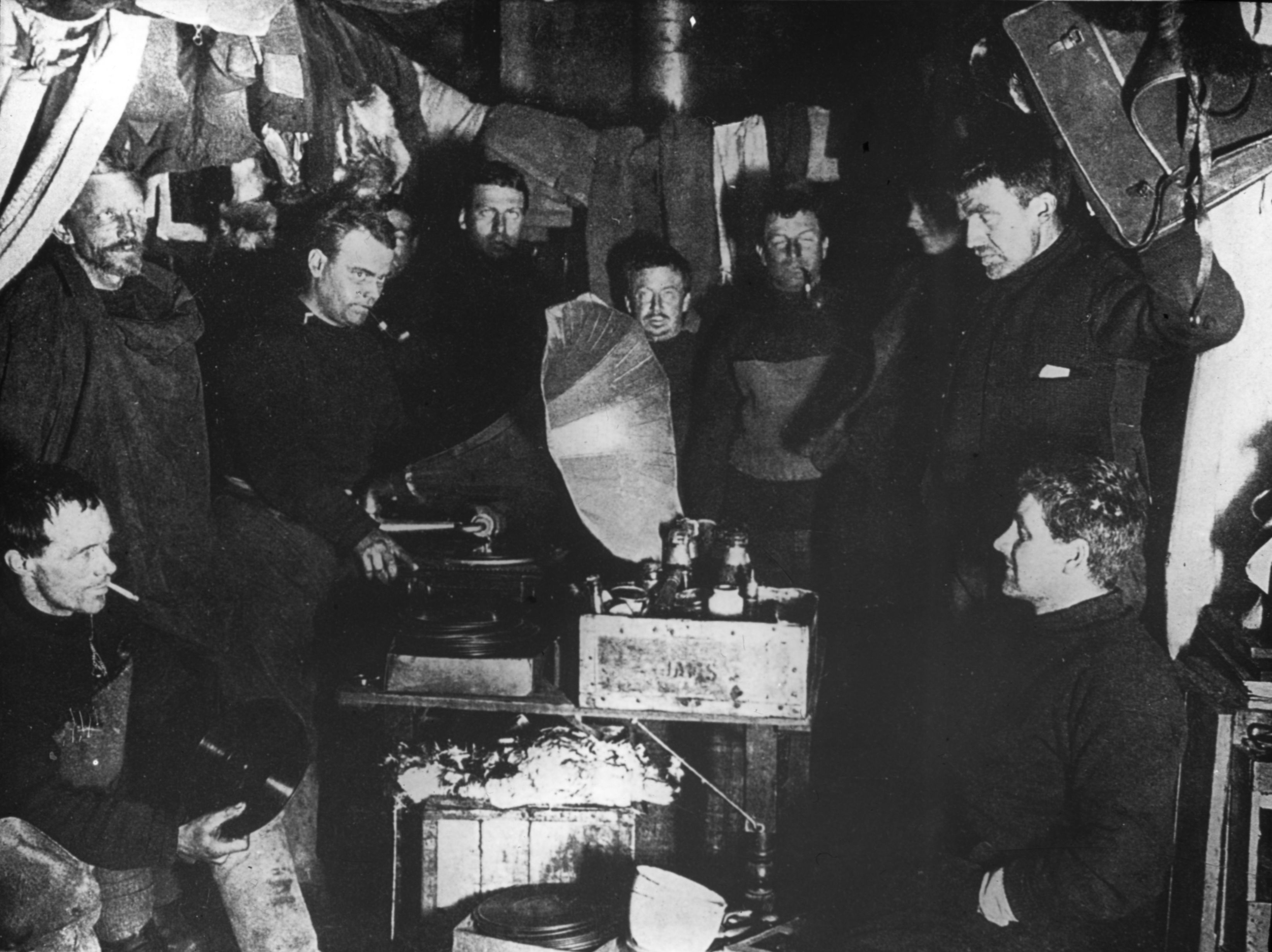
Expeditionsteilnehmer bei einer Grammophon-Veranstaltung in der Expeditionshütte. V. l. n. r.: Wild, David, Marston, Shackleton (verdeckt), Marshall, Roberts, Adams, Brocklehurst (verdeckt), Armytage, Joyce

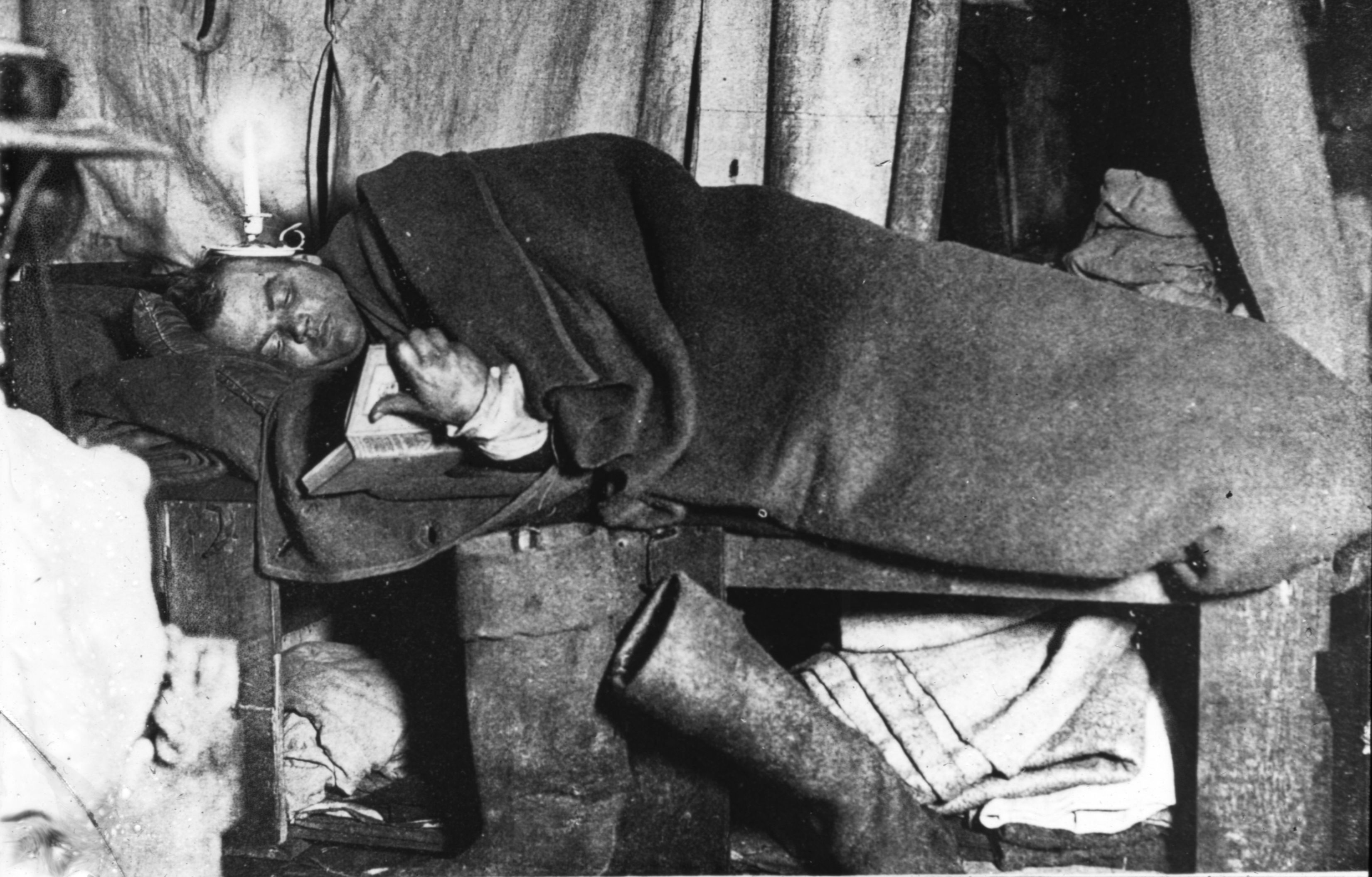
George Marston in der Schlafkammer The Gables, die er sich mit Bernard Day teilte

Von Mitte März bis Anfang Oktober 1908 beschränkten sich die wissenschaftlichen Arbeiten auf die unmittelbare Umgebung der Expeditionshütte. David, Priestley und Brocklehurst erkundeten die verschiedenen Granitvorkommen am Kap Royds. Murray sammelte mit Unterstützung durch Armytage biologische Proben aus dem Meer und den nahegelegenen Seen. Mawson unternahm physikalische Untersuchungen zur Struktur und Entstehung von Eis sowie Beobachtungen des Polarlichts, während Adams das am Gipfel des Mount Erebus begonnene meteorologische Beobachtungsprogramm fortsetzte. Shackleton verlangte von jedem Expeditionsmitglied, zusätzlich zu dessen eigentlicher Aufgabe auch anfallende häusliche Arbeiten zu übernehmen. Im Gegensatz zur militärischen Rangordnung bei der Discovery-Expedition gab es keine Privilegien für höhere Dienstgrade. Alle Teilnehmer der Landungsmannschaft wohnten, aßen und arbeiteten zusammen. Shackleton setzte sich dafür ein, Geburtstage und andere Anlässe zu feiern, und regte beim Abendessen Gespräche und Diskussionen an, um die Moral und das Zusammengehörigkeitsgefühl seiner Mannschaft unter den widrigen Bedingungen des antarktischen Winters und der Polarnacht zu stärken. Laut Brocklehurst besaß er die Fähigkeit, „jeden Expeditionsteilnehmer seine Wertschätzung spüren zu lassen. Er sorgte dafür, dass wir uns wichtiger fühlten, als wir eigentlich sein konnten.“
Zur selben Zeit litt Shackletons Ansehen unter Berichten in der englischen und neuseeländischen Presse über sein Zerwürfnis mit Kapitän England. Scott empörte sich über Shackletons gebrochenes Versprechen und beschimpfte ihn gegenüber einem Vertreter der Royal Geographical Society als „bekennenden Lügner“. Ferner hatte sich die Nimrod für die erdmagnetischen und ozeanographischen Vermessungsarbeiten, die Shackleton der australischen und neuseeländischen Regierung als Gegenleistung für ihre finanzielle Unterstützung versprochen hatte, als ungeeignet erwiesen. An Shackleton haftete der Ruf eines verschwenderischen Abenteurers, dessen Taten von seinen Ankündigungen abweichen.
Während der Überwinterung entstand das Expeditionsbuch Aurora Australis, von dem Joyce und Wild rund hundert Exemplare mit Hilfe einer mitgebrachten Druckpresse erstellten und dessen Einband Bernard Day aus polierten Kistenbrettern, Lederstreifen und Seidenfäden anfertigte. Es enthält zehn Beiträge der Expeditionsteilnehmer, die mit Lithografien und Radierungen von George Marston illustriert sind.
Die wichtigste Aufgabe in dieser Zeit war es, den Marsch zum geographischen Südpol im kommenden Frühjahr vorzubereiten. Der Umstand, dass sich das Basislager entgegen der Vereinbarung mit Scott sehr viel weiter westlich befand, rückte auch den antarktischen magnetischen Pol wieder in greifbare Nähe. Shackleton beabsichtigte, David, Mawson und Mackay aufgrund ihres guten Zusammenwirkens bei der Erebus-Besteigung auf diese Mission zu schicken. Armytage und Priestley trainierten die Ponys und Hunde für ihre kommenden Aufgaben. Marshall, Brocklehurst und Mawson arbeiteten an Verbesserungen beim Einsatz der Fotoapparate und bei der Entwicklung von Rollfilmen und Fotoplatten unter Kältebedingungen. Zudem begann Marshall mit der Zusammenstellung der Marschverpflegung. Die Hauptmahlzeiten der Schlittenmannschaft bestanden aus Hoosh, einem dicken suppenähnlichen Eintopf auf der Grundlage von Pemmikan, und aus mit Milcheiweiß angereichertem Hartkeks, zu dem Schokolade, Kakao und Tee verzehrt wurden. Einen Monat vor Beginn der Märsche verordnete Marshall den Expeditionsteilnehmern den täglichen Verzehr von frischem, schwach gegartem Pinguin- und Robbenfleisch zur Vorbeugung gegen den gefürchteten Skorbut. Als Futter für die Ponys dienten geschroteter Mais, Pressballen, die aus Hafer, Haferflocken und gehäckseltem Stroh bestanden, sowie Maujee, ein Trockenfutter aus getrocknetem Rindfleisch, Karotten, Milchpulver, Rosinen und Zucker.
Die Aussicht, beide Pole zu erreichen, erfuhr während des Winters einen schweren Rückschlag, als vier der acht angelandeten Ponys verendeten, nachdem sie zur Deckung ihres Salzbedarfs Vulkansand gefressen hatten. Shackleton gab deswegen seinen Plan auf, zu sechst zum geographischen Südpol aufzubrechen. Außerdem musste er auf Philip Brocklehurst verzichten, dessen beim Aufstieg zum Erebus erfrorene Zehen nicht verheilt waren. Im April 1908, als sich an einem großen Zeh Anzeichen von Wundbrand gezeigt hatten, hatte Marshall ihn amputiert.

### Anlegen der Versorgungsdepots

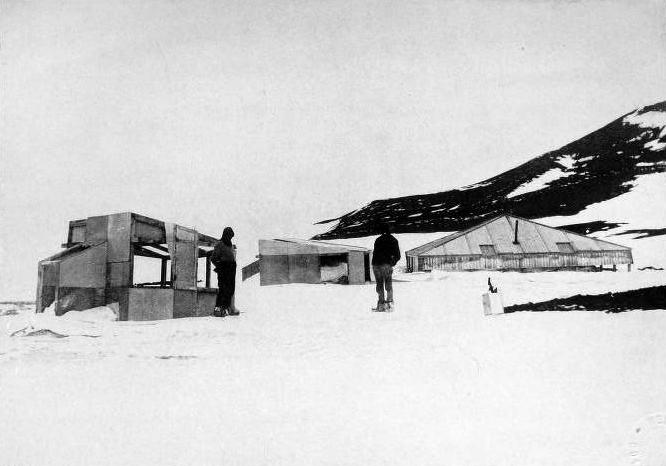
Hütte und Nebengebäude der Discovery-Expedition am Hut Point

Am 12. August 1908 begann die Mannschaft mit dem Anlegen der Versorgungsdepots für den Marsch zum geographischen Südpol. Shackleton, David und Armytage brachen an diesem Tag über den zugefrorenen McMurdo-Sund zum alten Basislager der Discovery-Expedition auf der Hut-Point-Halbinsel auf, das als vorgeschobener Stützpunkt dienen sollte. Das Wetter war mit Temperaturen von bis zu −49 °C jedoch noch zu kalt für die Ponys, so dass die drei Männer den Transportschlitten mühsam selbst ziehen mussten. Sie erreichten die Discovery-Hütte zwei Tage später. Nach einem anschließenden Erkundungsgang von etwa 20 Kilometern weiter nach Süden über die Große Eisbarriere hielt sie ein Schneesturm fünf Tage lang in der Discovery-Hütte auf. Shackleton und seine beiden Begleiter nutzten die Zeit, um das ungastliche Quartier für die nächsten Versorgungsmannschaften herzurichten. Erst am 22. August konnten sie sich auf den Rückweg zum Kap Royds begeben. Bis zum 13. Oktober folgten weitere Versorgungsmärsche, bei denen die Expeditionsteilnehmer Ausrüstung und Proviant zur Discovery-Hütte transportierten und das sogenannte Depot A rund 200 Kilometer südlich von Kap Royds auf dem Schelfeis bei 79° 36′ S, 168° 0′ O anlegten.

### Marsch in Richtung des geographischen Südpols
Shackletons Entscheidung, in einer vier- statt der eigentlich vorgesehenen sechsköpfigen Mannschaft (Südgruppe, engl. Southern Party) den Marsch zum geographischen Südpol in Angriff zu nehmen, wurde im Wesentlichen durch die Zahl der noch vorhandenen Ponys bestimmt. In die Leistungsfähigkeit der Schlittenhunde setzte er nach wie vor wenig Vertrauen. Das Automobil, das sich auf ebenem Untergrund inzwischen gut beherrschen ließ, wurde mit den Verhältnissen auf der Großen Eisbarriere nicht fertig. Ohnehin hatte Shackleton entgegen zuvor anderslautender Darstellung nicht ernsthaft in Erwägung gezogen, das Fahrzeug für die Überwindung größerer Strecken zu nutzen. Die Männer, die Shackleton auswählte, um ihn auf dem Marsch zu begleiten, waren Jameson Adams, Eric Marshall und Frank Wild. Der im Gegensatz zu Adams und Marshall in der Antarktis erfahrene Ernest Joyce musste seine Hoffnungen auf eine Teilnahme aufgeben, nachdem Marshalls medizinische Untersuchungen ergeben hatten, dass Zweifel an seiner physischen Fitness bestanden. Marshall hatte bei Joyce eine nicht näher spezifizierte Lebererkrankung und „eine Myokarditis in einem sehr frühen Stadium“ diagnostiziert.

#### Hinweg bis 88°23′S, 162°O

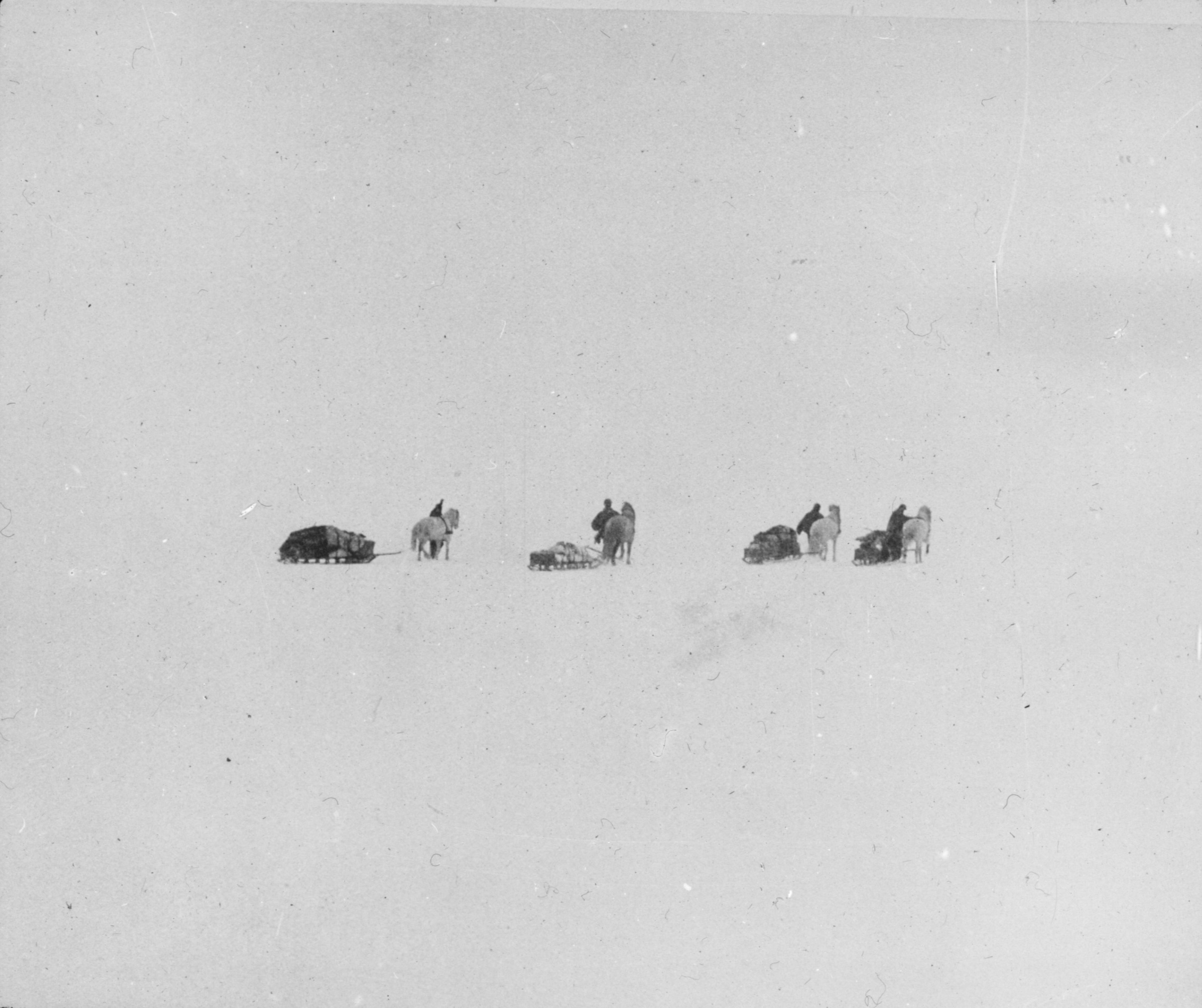
Shackleton, Wild, Adams und Marshall mit den Ponys Grisi, Socks, Quan und Chinaman (Zuordnung unbekannt) am 7. November 1908 auf der Großen Eisbarriere

Der Marsch nach Süden begann am 29. Oktober 1908. Shackleton hatte für Hin- und Rückweg eine Gesamtstrecke von 2765 Kilometern errechnet, die innerhalb von 91 Tagen zurückgelegt werden sollte. Hieraus ergab sich ein Tagespensum von etwas mehr als 30 Kilometern. Weil das Wetter schlecht war und der Untergrund weich und weil eines der Ponys schon nach kurzer Zeit lahmte, legten die Männer anfangs täglich nur kurze Stecken zurück. Zudem verletzte ein ausschlagendes Pony Adams unterhalb des Kniegelenks, was ihn einige Tage beim Gehen behinderte und das Vorankommen der Südgruppe verzögerte. Shackleton beschloss, die Nahrungsrationen zu kürzen, um die zur Verfügung stehende Zeit auf 110 Tage ausdehnen und das erforderliche Tagespensum auf 24 Kilometer herabsetzen zu können. Bis zum 7. November wurde die Südgruppe von einer fünfköpfigen Unterstützungsgruppe begleitet, die zwischen White Island und dem Minna Bluff zum Basislager umkehrte. Zwischen dem 9. und dem 21. November kamen die nun auf sich allein gestellten Shackleton, Wild, Adams und Marshall gut voran, doch die Ponys litten unter dem schwierigen Geläuf auf der Großen Eisbarriere. Als sie am 21. November den 81. südlichen Breitengrad erreichten, musste der ausgezehrte Wallach Chinaman als erstes der vier Zugtiere erschossen werden. Das Fleisch des Pferdes diente als Verpflegung für den weiteren Weg. 80 Pfund wurden in einem weiteren Depot (Depot B) abgelegt. Am 26. November gelangte die Südgruppe zur Marke von 82° 18′ S, 168° 0′ O. Scotts alter Südrekord vom Dezember 1902 war damit gebrochen und die Männer feierten am Abend mit einem „hübschen kleinen Schlückchen Curaçoa [sic!], das uns alle recht glücklich machte.“ Sie hatten für diese Wegstrecke nur 29 Tage statt der bei Scott erforderlichen 59 Tage benötigt. Ursächlich hierfür war vermutlich, dass sich die Südgruppe bewusst östlich von Scotts Route bewegte und daher nicht mit den schwierigen Eisverhältnissen konfrontiert war, die Scotts Vorwärtskommen erschwert hatten.

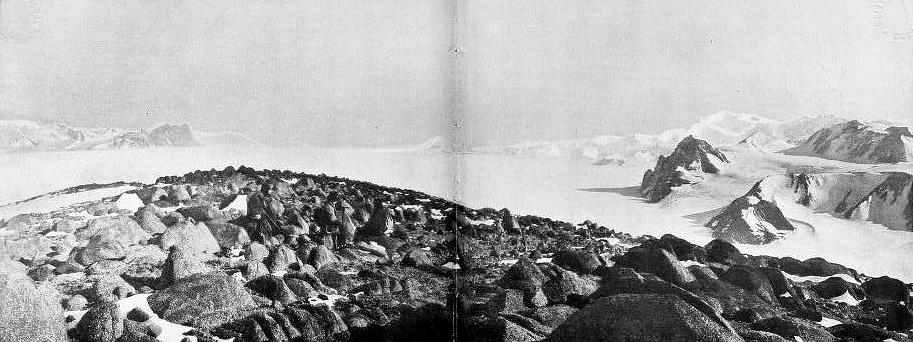
Blick vom Mount Hope nach Süden auf den Beardmore-Gletscher am 3. Dezember 1908

Als die Gruppe nunmehr unbekanntes Gebiet betrat, wurde das Eis der Barriere zunehmend brüchig und durch ein Gewirr von Presshügeln unvorhersehbar. Am 28. November bzw. 1. Dezember ließ Shackleton die entkräfteten Ponys Grisi und Quan erschießen. Das bisher an der Westflanke aufragende Transantarktische Gebirge machte nun einen Bogen in östliche Richtung und versperrte der Gruppe den direkten Weg nach Süden. Damit zerschlug sich Shackletons Hoffnung, dass der Pol auf der Barriere liege. Bei der Suche nach einer geeigneten Route half ihm und seinen Begleitern ein ungewöhnlicher Lichtschein am südöstlichen Horizont. Die Ursache für diese Erscheinung offenbarte sich am 3. Dezember, als die vier Männer nach dem Aufstieg auf die nördlichen Gebirgsausläufer vor sich „eine offene Straße gen Süden“ erblickten, „ein großer Gletscher, der sich fast genau von Süden nach Norden zwischen zwei hohen Gebirgszügen erstreckte.“ Vor ihnen lag der Beardmore-Gletscher, wie ihn Shackleton später zu Ehren des größten Gönners der Expedition benannte; er hatte durch die Reflexion des Sonnenlichts den zuvor beobachteten Lichtschein hervorgerufen.
Der Aufstieg über den Beardmore-Gletscher bereitete anfänglich große Probleme. Insbesondere das verbliebene Pony Socks hatte ohne Hufbeschlag enorme Schwierigkeiten, auf dem Eis einen sicheren Stand zu finden. Am 7. Dezember brach Socks in eine Gletscherspalte ein und hätte beinahe Wild mit sich in die Tiefe gerissen. Zum Glück für Wild und die anderen war beim Sturz des Pferdes das Ortscheit des Zuggeschirrs gebrochen, so dass der von Socks gezogene Transportschlitten mit überlebenswichtigem Proviant auf der Gletscheroberfläche verblieb. Der Verlust des Ponys war ein schwerer Rückschlag, da sein Fleisch als Verpflegung eingeplant war und die Südgruppe die beiden letzten Transportschlitten ab jetzt selbst ziehen musste. Das hohe Gewicht der Schlitten zwang die Männer beim weiteren Aufstieg über den Gletscher bis zum 22. Dezember zu rollierenden Etappen: Nachdem sie einen Teil des Materials über eine gewisse Strecke transportiert hatten, kehrten sie um, um den anderen Teil zu holen. Dies verlangsamte ihr Vorankommen trotz guten Wetters erheblich. Dennoch vernachlässigte die Südgruppe nicht, das Gelände zu vermessen und wissenschaftliche Untersuchungen durchzuführen. Am 17. Dezember nahm Wild an einem Berghang eines später als Buckley-Insel benannten Nunataks im oberen Gletscherabschnitt geologische Proben, die Kohle enthielten. Wilds Entdeckung war der erstmalige Nachweis dieses fossilen Brennstoffs in der Antarktis und der paläobotanische Beweis dafür, dass der antarktische Kontinent einmal bewaldet gewesen war.
Erschöpfung, Hunger und die Frustration über ihr langsames Vorankommen ließen Feindseligkeiten zwischen den Männern aufkommen, ohne dass diese offen ausgetragen wurden. Wild äußerte insgeheim den Wunsch, Marshall möge in eine tausend Fuß tiefe Gletscherspalte stürzen. Marshall seinerseits spottete über Shackleton, dieser bewege sich wie eine alte Frau, die ständiger Pausen bedarf. Trotz der Spannungen feierten die Männer am 25. Dezember bei Temperaturen von fast −45 °C in einer Höhe von rund 2900 Metern gemeinsam Weihnachten mit Plumpudding, Crème de Menthe und Zigarren. Wild notierte: „Nur meinen schlimmsten Feinden würde ich es gönnen, Weihnachten an so einem entsetzlichen, gottverlassenen Ort zu feiern.“ Ihre Position lag bei 85° 55′ S und damit noch 454 Kilometer vom Südpol entfernt. Die Überprüfung ihrer Vorräte ergab, dass sie bei ihrem bisherigen Verbrauch kaum mehr als einen weiteren Monat durchhalten konnten. Die übrigen Nahrungsmittel und zusätzlichen Brennstoff hatten sie zuvor auf ihrem Weg nach Süden für den Rückweg in Depots hinterlegt. Ihnen wurde deutlich, dass der Südpol außerhalb ihrer Reichweite lag, doch Shackleton war noch nicht bereit, ihr Scheitern einzugestehen. Er kürzte nochmals die Tagesrationen und ließ alles entbehrliche Material auf dem Gletscher zurück. Aus den Angaben seines Expeditionsberichtes lässt sich ermitteln, dass die vier Männer bei einem Tagesbedarf von mindestens 6000 kcal nunmehr täglich höchstens 2500 kcal zu sich nahmen.

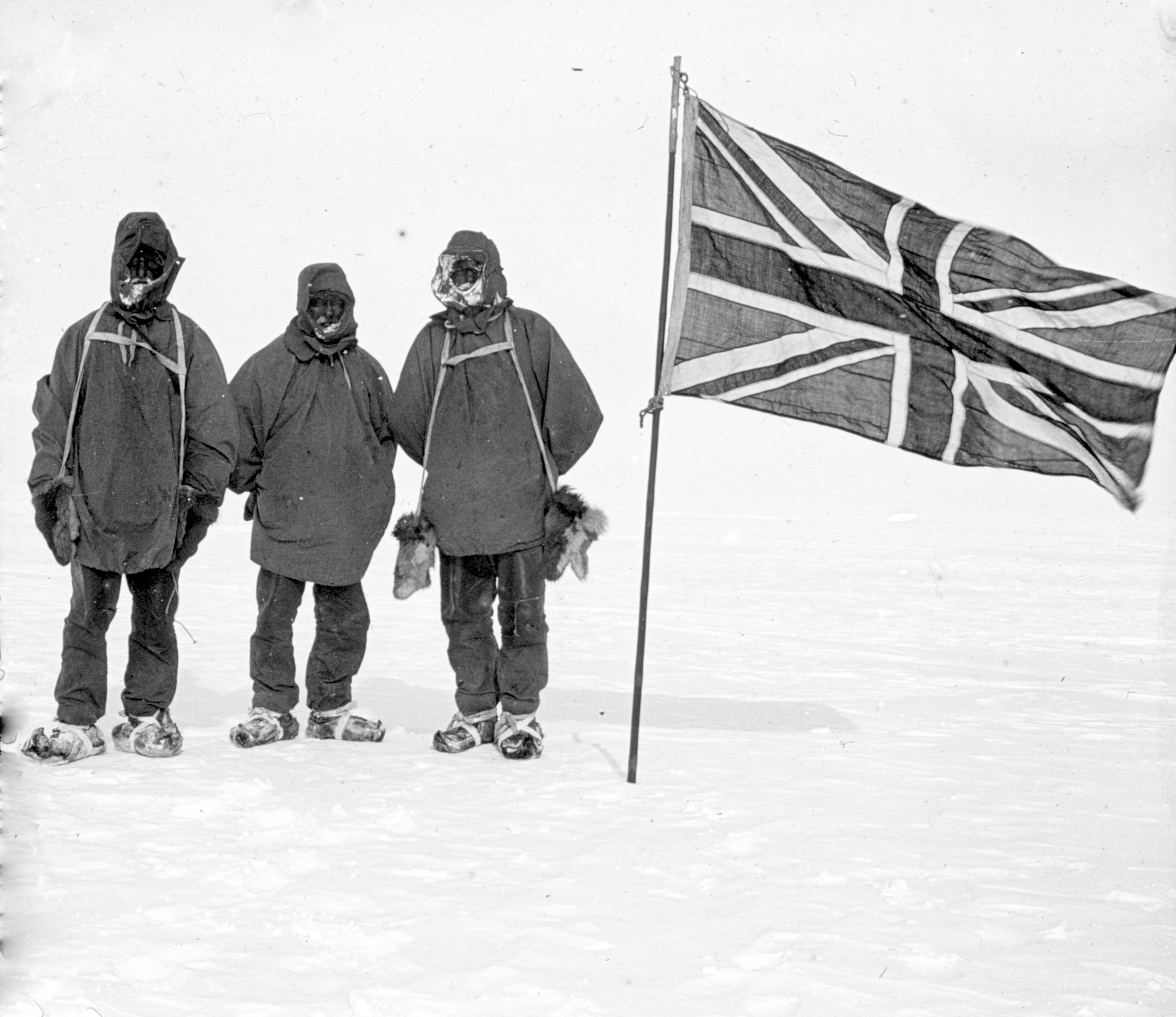
Adams, Wild und Shackleton (v. l. n. r.) am südlichsten Punkt ihres Marsches bei 88° 23′ S, 162° O am 9. Januar 1909 (fotografiert von Marshall)

Am zweiten Weihnachtsfeiertag war der Aufstieg über den Beardmore-Gletscher geschafft und die Südgruppe betrat in einer Höhe von fast 3000 Metern die weite Ebene des Polarplateaus. Die Bedingungen besserten sich hierdurch jedoch nicht wie erhofft. Shackleton und Adams zeigten Symptome von Höhenkrankheit und am 29. Dezember stellte Marshall fest, dass die Körpertemperatur bei allen Mitgliedern der Südgruppe etwa 2 °C unter dem Normalwert lag. Der 31. Dezember mit heftigem Gegenwind und Temperaturen von −26 °C sei laut Shackleton der schlimmste Tag gewesen, den sie bis dahin hatten. Am Neujahrstag lag ihre Position bei 87° 6′ 30″ S, was einer Entfernung von 321 Kilometern zum Südpol entspricht. Damit hatte die Südgruppe die bis dahin größte Annäherung an einen der beiden geographischen Erdpole erreicht. Wild notierte verärgert: „Hätten wir doch nur Joyce und Marston anstelle dieser beiden lächerlich nutzlosen Halunken [gemeint waren Marshall und Adams], dann würden wir es ganz leicht [zum Pol] schaffen.“
Am 4. Januar 1909 gab Shackleton die „Eroberung“ des Südpols auf und änderte die Zielsetzung dahingehend, zumindest die prestigeträchtige Marke von 100 geographischen Meilen (etwa 185 Kilometer) Entfernung zum Pol zu unterschreiten. Die durch den Nahrungsmangel entkräfteten Männer kämpften sich weiter, bis ihr Marsch nach Süden am 9. Januar nach einem letzten Vorstoß ohne Schlitten um 9 Uhr morgens in einer Höhe von mehr als 3500 Metern und nach einer Gesamtstrecke von fast genau 1300 Kilometern endete. Shackleton schrieb: „Wir haben unser Pulver verschossen und können von 88° 23′ S, 162° 0′ O berichten.“ Sie waren noch 97 geographische Meilen (etwa 180 Kilometer) vom Pol entfernt. Der Union Jack, den die Expeditionsteilnehmer zwei Jahre zuvor im August aus den Händen von Königin Alexandra erhalten hatten, wurde gehisst und Shackleton benannte das Polarplateau nach König Edward VII. Als symbolischen Beweis des Erreichten vergrub die Südgruppe einen Messingzylinder mit Sonderbriefmarken, die die neuseeländische Regierung zur Unterstützung der Geldsammlung für die Expedition herausgegeben hatte.

#### Rückweg zum Hut Point
Am 73. Tag des Marsches der Südgruppe begann ihr Rückweg. Shackleton begründete seine Entscheidung zur vorzeitigen Umkehr später gegenüber seiner Frau mit den Worten: „Besser ein lebendiger Esel als ein toter Löwe“. Der Aufbruch nach Norden geschah in aller Eile. Jameson Adams war später der Überzeugung: „Wären wir nur eine Stunde länger geblieben, wir wären nicht mehr zurückgekommen.“ Für den Rückweg verblieben den vier Männern 51 Tage, da Shackleton vor dem Aufbruch nach Süden angewiesen hatte, dass die Nimrod spätestens am 1. März 1909 zur Rückfahrt nach Neuseeland aufbrechen solle. Trotz ihres geschwächten Zustands aufgrund der knappen Nahrungsrationen legten sie täglich erheblich größere Distanzen auf dem Polarplateau zurück als auf dem Hinweg. Am 17. Januar maß Shackleton 36 Kilometer (22 Meilen, 850 Yards), am nächsten Tag 42 Kilometer (26 Meilen, 900 Yards) und am 19. Januar 47 Kilometer (29 Meilen). Die ermittelten Distanzen beruhten auf Schätzungen durch Koppelnavigation, da beim hastigen Rückmarsch der am verbliebenen Transportschlitten befestigte Wegmesser am 15. Januar verloren gegangen war.

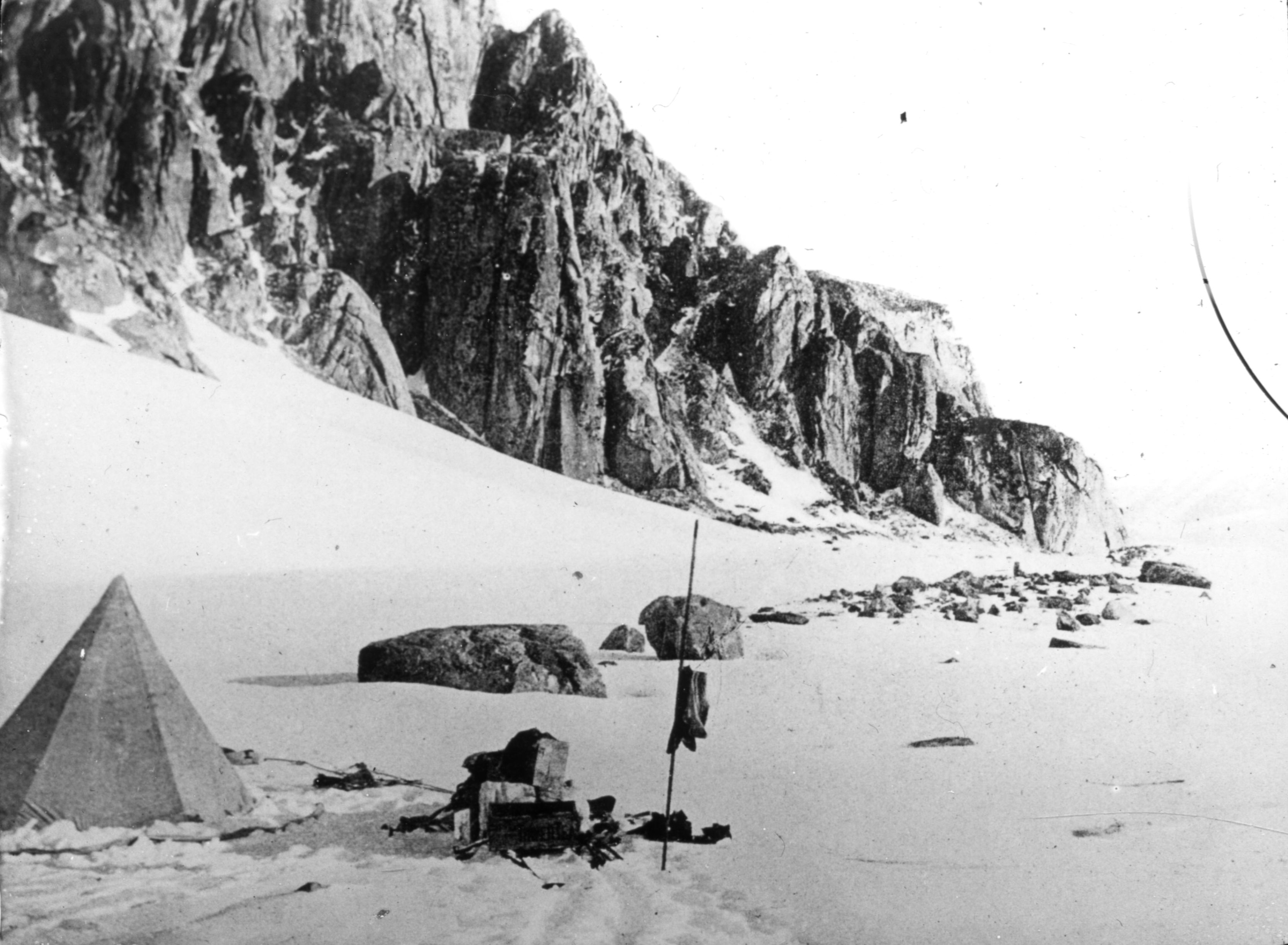
Das Depot D am Fuß des Beardmore-Gletschers

Am 20. Januar erreichten Shackleton, Wild, Adams und Marshall den Beardmore-Gletscher und begannen mit dem Abstieg. Bei halber Ration hatten sie fünf Tage Zeit, um vom Depot E unweit der Buckley-Insel das Depot D am Fuß des Gletschers zu erreichen. Beim Aufstieg auf dem Hinweg hatten sie für diese Strecke zwölf Tage benötigt. Shackletons Gesundheitszustand hatte sich inzwischen drastisch verschlechtert. Wild notierte: „Seine Fersen sind an vier oder fünf Stellen aufgerissen, die Beine sind voller Blutergüsse und wunder Stellen, und heute hatte er wegen mehrerer Stürze heftige Kopfschmerzen. Dennoch kommt er ebenso gut mit wie alle anderen.“
Am 26. Januar hatten sie ihre Vorräte vollständig verbraucht. Marshall begann damit, sich und den anderen stündlich Kokain zu verabreichen, um die durch den Hunger hervorgerufenen Schmerzen zu unterdrücken. Am nächsten Tag brachen Adams und Wild erschöpft zusammen. Während der ebenfalls geschwächte Shackleton gemeinsam mit diesen in einem Lager zurückblieb, eilte Marshall allein zum Depot D und kehrte mit vier Pfund Ponyfleisch, Käse, Pemmikan, Keksen und Tabak zurück. Am 28. Januar gelangte die Südgruppe wieder auf die Große Eisbarriere.
Am 30. Januar zeigten sich bei Wild erste Symptome einer Bakterienruhr. Bei Mahlzeiten war er lediglich dazu in der Lage, die ohnehin schon knapp bemessenen Hartkekse zu verzehren. Am 31. Januar überließ Shackleton Wild einen eigentlich ihm zugedachten Keks, eine Geste, zu der Wild bemerkte: „Ich nehme an, niemand sonst auf der Welt kann wirklich ermessen, welche Großzügigkeit und Sympathie darin zum Ausdruck kam; ich weiß es, und Gott ist mein Zeuge, dass ich es nie vergessen werde. Mit keinem Geld der Welt hätte man diesen einen Keks kaufen können.“ Anfang Februar litt die gesamte Gruppe an Durchfall, eine Folge des Verzehrs von verdorbenem Pferdefleisch, die Marshall als „Grisis Rache“ umschrieb. Trotz der gesundheitlichen Beeinträchtigungen legten sie in den nächsten Tagen Distanzen zwischen 13 und 32 Kilometern zurück. Zur Hilfe kam ihnen zwischenzeitlich ein starker Rückenwind, der das Ziehen des Schlittens mit einem aufgesetzten Segel erleichterte.

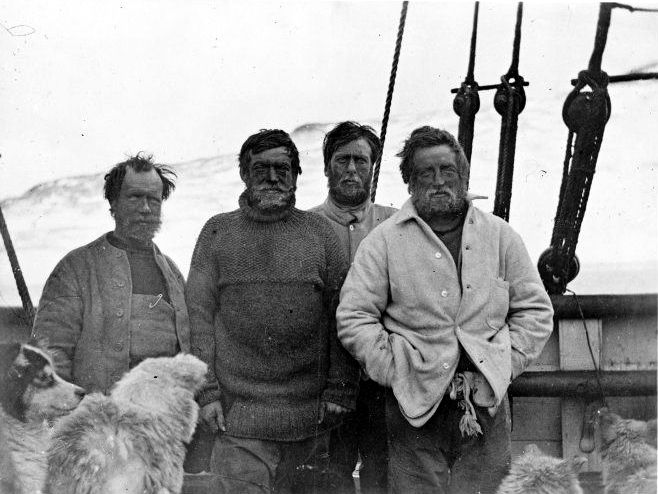
Die Südgruppe an Bord der Nimrod am 4. März 1909. V. l. n. r.: Wild, Shackleton, Marshall, Adams

Aus Shackletons Aufzeichnungen vom 4. und 5. Februar 1909 geht hervor, dass er wegen des wenigen Proviants und des gesundheitlichen Zustands der Südgruppe um die sichere Rückkehr bangte: „[…] finstere Aussichten […] Bitte, Gott, gib, dass wir gut durchkommen. Große Angst.“ Am 18. Februar sichteten die vier Männer Mount Discovery, an dem sie sich für den weiteren Weg nach Norden orientierten. Auf diese Weise erreichten sie am 23. Februar das Bluff-Depot, das einen Monat zuvor von einer vierköpfigen Gruppe unter Führung von Ernest Joyce mit Hilfe der Schlittenhunde angelegt worden war und die Verpflegung der Südgruppe für den restlichen Weg sicherstellte.
Die Schlussetappe zum Hut Point über rund 125 Kilometer wurde am 25. Februar durch einen Schneesturm unterbrochen, der die Südgruppe einen Tag lang in ihren Zelten gefangen hielt. Am 26. Februar litt Marshall an einer „Lähmung des Magens und erneutem Durchfall“. Shackleton entschied, zusammen mit Wild einen schnellen Vorstoß zum Hut Point zu unternehmen mit dem Ziel, das Schiff von der Abreise abzuhalten, bis auch Marshall und Adams gerettet waren. Am späten Abend des 28. Februar erreichten Shackleton und Wild schließlich das alte Basislager der Discovery-Expedition. In der Hoffnung, dass sich die Nimrod in der Nähe befände, setzten sie am nächsten Morgen Scotts ehemalige Kompasshütte in Brand, um so auf sich aufmerksam zu machen. Nachdem das Schiff, das an der Erebus-Gletscherzunge (77° 44′ S, 166° 32′ O) festgemacht hatte, in Sichtweite gekommen war, kommentierte Wild dies mit: „Einen glücklicheren Anblick hat keines Menschen Auge je gesehen.“ Shackleton leitete anschließend einen vierköpfigen Rettungstrupp, der, nachdem er am 2. März das Lager von Adams und Marshall auf der Barriere erreicht hatte, beide Männer bis zum 4. März zur Nimrod zurückbrachte.

### Marsch zum antarktischen magnetischen Pol
Im September 1908, während Shackleton den Marsch zum geographischen Südpol vorbereitete, gab er Edgeworth David Anweisung, mit einer weiteren Mannschaft (Nordgruppe, engl. Northern Party) einen Erkundungsmarsch im Viktorialand zu unternehmen. Die Nordgruppe sollte das Gebiet um den antarktischen magnetischen Pol erreichen und geologische Untersuchungen in der Region der Antarktischen Trockentäler vornehmen. Zur Nordgruppe gehörten Edgeworth David, Douglas Mawson und Alistair Mackay, die zuvor an der Erstbesteigung des Mount Erebus beteiligt gewesen waren.

#### Hinweg bis 72°15′S, 155°16′O

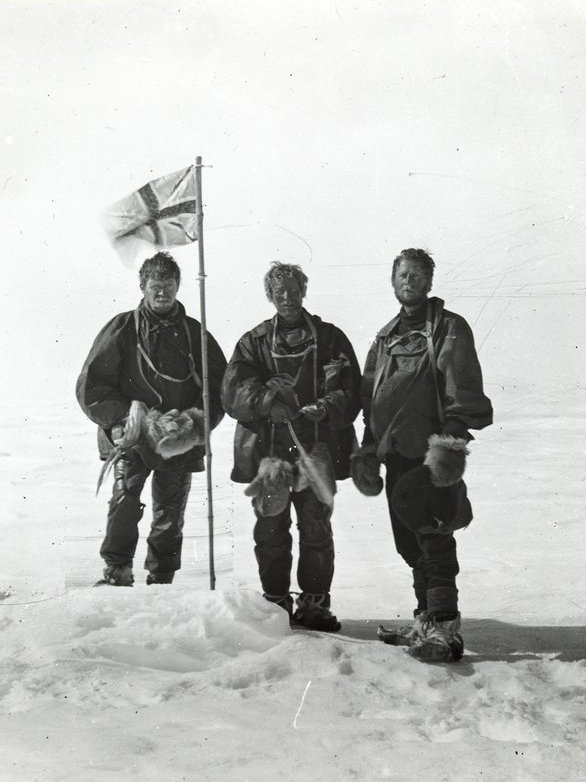
Mackay, David und Mawson (v. l. n. r.) am antarktischen magnetischen Pol bei 72° 15′ S, 155° 16′ O am 16. Januar 1909

Da die Schlittenhunde zum Anlegen von Depots für die Südgruppe und andere Routinearbeiten benötigt wurden und die Ponys allein für den Marsch zum geographischen Südpol vorgesehen waren, mussten David und seine Begleiter ihre beiden Transportschlitten selbst ziehen. Nach einigen Tagen Vorbereitung brachen die drei Männer am 5. Oktober 1908 auf. Die ersten Kilometer legten sie dabei mit dem von Bernard Day gelenkten Automobil zurück. Nachdem sie vom Kap Barne (77° 35′ S, 166° 14′ O) zu Fuß aufgebrochen waren und nach Überquerung des McMurdo-Sunds die als Butter Point (77° 39′ S, 164° 14′ O) bezeichnete Landspitze im Mündungsbereich des Ferrar-Gletschers erreicht hatten, legten sie hier ein Depot für den Rückweg an.
Wegen ungünstiger Eisverhältnisse und schlechten Wetters kam die Nordgruppe auf dem weiteren Weg nur schleppend voran. Bis Ende Oktober hatten David, Mawson und Mackay auf dem stumpfen Meereis entlang der schroffen Küste Viktorialands lediglich rund 100 Kilometer nach Norden zurückgelegt. Mawson drängte am 23. Oktober darauf, die Suche nach dem Magnetpol aufzugeben und stattdessen das geologische Programm abzuarbeiten. David lehnte dies ab und setzte durch, die täglichen Nahrungsrationen um die Hälfte zu kürzen und alles entbehrliche Material zurückzulassen, um den weiteren Marsch zu beschleunigen und die Reichweite ihres Proviants zu erhöhen. Es dauerte jedoch mehr als einen weiteren Monat, bis sie nach Überschreiten der Nordenskjöld-Eiszunge (76° 11′ S, 162° 45′ O) und der wegen ihrer Presswälle und Verwerfungen tückischen Drygalski-Eiszunge in nordwestlicher Richtung in das Gebiet vordrangen, in dem laut den Langzeitmessungen Louis Bernacchis während der Southern-Cross- und der Discovery-Expedition die damalige Position des antarktischen magnetischen Pols vermutet wurde. David entkam am 11. Dezember auf der Drygalski-Eiszunge dank Mawsons Hilfe dem Tod, nachdem er in eine Gletscherspalte eingesunken war.
Der Weg auf das Inlandplateau, das die Nordgruppe am 27. Dezember erreichte, verlief durch ein Gletscherlabyrinth zwischen Mount Nansen und Mount Larsen (74° 50′ S, 162° 10′ O), das heute als Reeves-Gletscher (74° 45′ S, 162° 15′ O) bekannt ist. Danach erhöhte sich ihr Tagespensum auf durchschnittliche 17 Kilometer. Während des weiteren Marsches über das Plateau führte die Nordgruppe regelmäßig geomagnetische Untersuchungen durch. Am 15. Januar 1909 zeigte das hierfür verwendete Inklinatorium an, dass David, Mawson und Mackay sich nur noch in geringer Entfernung vom antarktischen magnetischen Pol befanden. Genaue Angaben waren jedoch schwierig, da laut Mawsons Befund das Polzentrum eine tägliche Wanderung rund um seine mittlere Position vollführte. Mawson sagte voraus, dass der Pol binnen 24 Stunden zu ihnen komme, wenn sie an Ort und Stelle warteten. Doch anstatt dies zu tun, legten die drei Männer während des folgenden Tages weitere 21 Kilometer zu der berechneten mittleren Position zurück, bis sie schließlich ihr Ziel bei 72° 15′ S, 155° 16′ O am Nachmittag des 16. Januar 1909 auf einer Höhe von 2210 Metern erreichten. Gemäß den Anweisungen Shackletons nahm David das Gebiet formal für das Britische Empire in Besitz.

#### Rückweg zum Relief Inlet

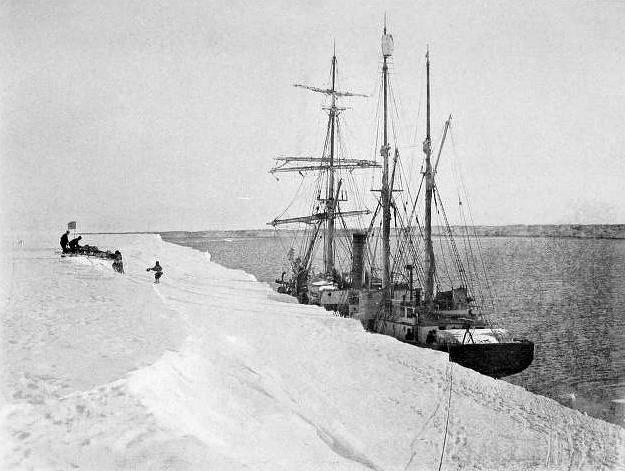
Die Rettung der Nordgruppe am Relief Inlet nördlich der Drygalski-Eiszunge am 4. Februar 1909

Shackleton hatte gegenüber David angekündigt, dass nach dem 1. Februar 1909 die aus Neuseeland zurückkehrende Nimrod an der Küste von Viktorialand nach der Nordgruppe suchen werde. Da eine Rückkehr zum Basislager aufgrund der fehlenden Zeit nicht in Frage kam, planten David, Mawson und Mackay, zu ihrem am 14. Dezember 1908 an der Drygalski-Eiszunge angelegten Depot zurückzukehren und dort das Eintreffen des Schiffs abzuwarten. Diese rund 400 Kilometer lange Wegstrecke mussten sie innerhalb von 15 Tagen bewältigen. Trotz schwindender Kräfte hielten sie zunächst ihr dazu erforderliches Tagespensum. Am 30. Januar jedoch gerieten sie beim Abstieg über den Larsen-Gletscher (75° 6′ S, 162° 28′ O) in ein Gewirr aus steilen Abhängen, Gletscherspalten und Eisnadeln, durch das sie ihr Depot um 26 Kilometer in nördlicher Richtung verfehlten. Nach einem 23-stündigen Gewaltmarsch schlugen sie am Morgen des 3. Februars ein Lager auf, an dem die Nimrod nur wenig später mit Nordkurs Richtung Mount Melbourne vorbeifuhr. Dichtes Schneetreiben hatte verhindert, dass die Besatzung des Schiffs das Lager der Nordgruppe an der Küste entdeckte.
Nachdem das Schiff am 4. Februar gewendet hatte, wurde die Nordgruppe schließlich an der Küste der später als Relief Inlet benannten Bucht (75° 13′ S, 163° 45′ O) nördlich der Drygalski-Eiszunge gefunden. In der Eile zum Schiff zu gelangen, stürzte Mawson in eine mehr als fünf Meter tiefe Gletscherspalte, überlebte diesen schweren Sturz jedoch unverletzt.

### Marsch der Westgruppe

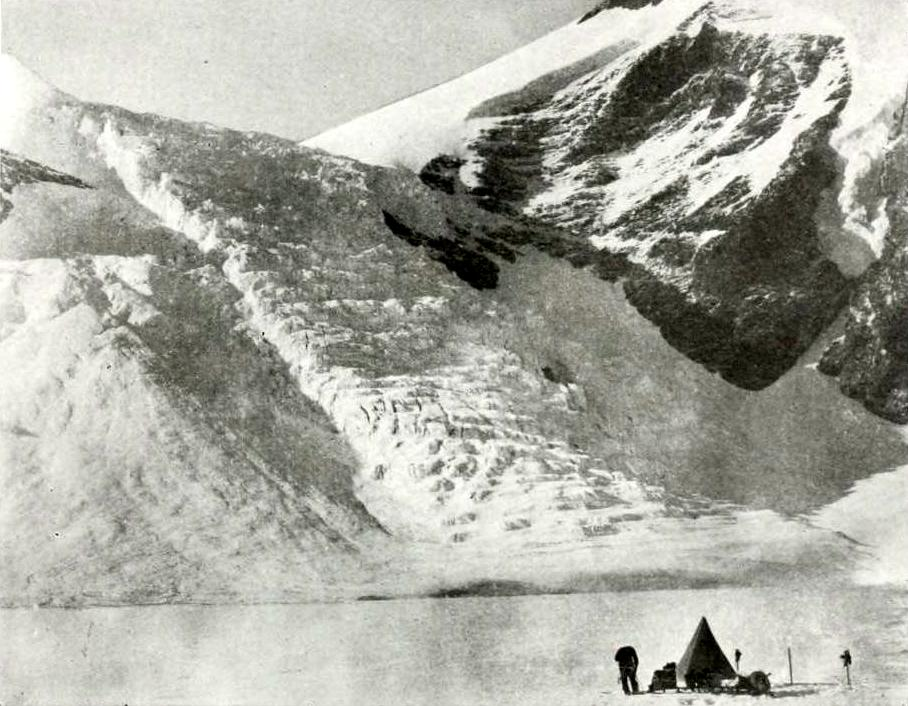
Lager der Westgruppe auf dem Ferrar-Gletscher am 28. Dezember 1908

Das geologische Programm der Nordgruppe wurde ergänzt durch die Arbeiten der Westgruppe (engl. Western Party) unter der Führung Bertram Armytages. Shackleton hatte ihm die Weisung hinterlassen, am 1. Dezember zum Butter Point aufzubrechen, um dort zunächst ein Depot mit Proviant für die Nordgruppe anzulegen. Anschließend sollte Armytage mit Raymond Priestley und Philip Brocklehurst nach erneuter Querung des zugefrorenen McMurdo-Sunds über den Ferrar-Gletscher bis zum Depot-Nunatak (77° 45′ S, 161° 4′ O) aufsteigen.
Auf den ersten 30 Kilometern wurde die Gruppe von Bernard Day und George Marston mit dem Automobil unterstützt, wobei das brüchig werdende Meereis zunehmend eine Gefahr darstellte. Nach Einrichtung des Depots kehrte die Westgruppe zum Basislager zurück, um den Weg am 9. Dezember erneut in Angriff zu nehmen. Sechs Tage später begann der Aufstieg auf den Ferrar-Gletscher, wo Priestley im Sedimentgestein der Felsen vergeblich nach Fossilien suchte. Es stellte sich bald heraus, dass der Depot-Nunatak nicht zu erreichen war, da die Männer die Order hatten, sich bereits am 1. Januar 1909 am Butter Point mit der Nordgruppe zu treffen. Nach einer Vermessung des Taylor-Gletschers im Bereich der Solitary Rocks (77° 47′ S, 161° 12′ O), die zu deutlichen Korrekturen der Karten führten, die die Discovery-Expedition hinterlassen hatte, trat die Westgruppe kurz nach Weihnachten den Rückweg zum Butter Point an. Hier war keine Spur von der Nordgruppe zu entdecken. Armytage, Priestley und Brocklehurst unternahmen am 6. Januar eine Wanderung zu den Strand Moraines (77° 45′ S, 164° 31′ O), die einen Tagesmarsch weiter südlich gelegenen Seitenmoränen des Koettlitz-Gletschers, um weitere Gesteinsproben zu sammeln. Am 12. Januar machte die Gruppe einen Abstecher in das Mündungsgebiet des Taylor Valley, wo Priestley 180 Meter über dem Meeresspiegel eine Strandlinie entdeckte und Brocklehurst einen nahe gelegenen Berg erstieg. Am 26. Januar 1909 traf die Nimrod am Butter Point ein und nahm die Westgruppe auf. Am Tag vor ihrer Bergung hatten sich Armytage, Priestley und Brocklehurst mit knapper Not von einer auf das offene Meer treibenden Eisscholle an Land retten können.

### Rückkehr nach England

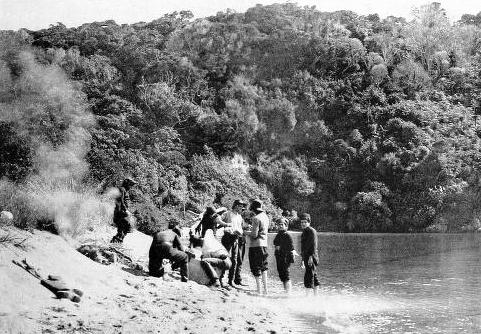
Expeditionsteilnehmer im März 1909 nach der Ankunft auf Stewart Island, Neuseeland

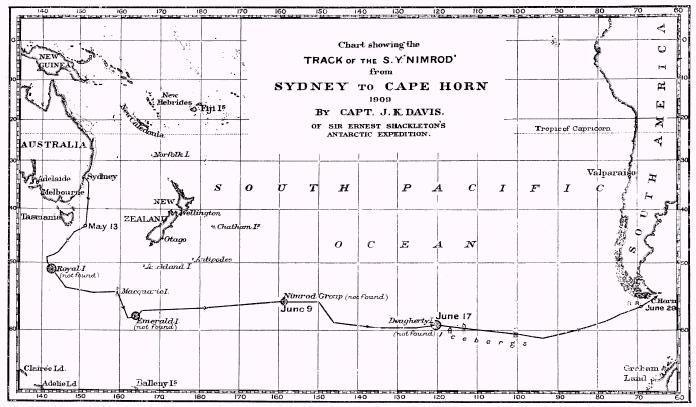
Route der Nimrod unter John King Davis zwischen Australien und Kap Hoorn zur Suche nach den subantarktischen Phantominseln (Mai und Juni 1909)

Nach der Bergung der Nord- und Westgruppe war die Nimrod am 15. Februar 1909 zum Kap Royds zurückgekehrt. Nachdem unter widrigen Wetterbedingungen wissenschaftliches Material, persönliches Gepäck aus der Expeditionshütte und auch das Automobil an Bord genommen worden waren, hatte es Kapitän Evans zum Ärger der zur Landungsmannschaft gehörenden Expeditionsteilnehmer unterlassen, Shackletons Anordnungen zur Rettung der Südgruppe umzusetzen. Weder waren Kohle und Vorräte am Kap Royds ausgeladen, noch am 25. Februar ein Suchtrupp nach Süden ausgesandt worden. Douglas Mawson stand einer sechsköpfigen Mannschaft vor, die ein weiteres Jahr am Kap Royds verbringen und „die Leichen [der Südgruppe] bergen“ sollte, wie Evans es ausdrückte. Alle diesbezüglichen Planungen wurden hinfällig, als Shackleton und Wild am 1. März am Hut Point auftauchten.
Ungünstiger Wind verhinderte am 4. März nach der Bergung der Südgruppe ein weiteres Ankern am Kap Royds, mit dem die restlichen persönlichen Gegenstände aus der Expeditionshütte an Bord genommen werden sollten. Später versperrte starker Eisgang den Weg zu den geologischen Proben, die die Nordgruppe auf Depot Island (76° 42′ S, 162° 58′ O) zurückgelassen hatte. Nachdem die Nimrod am 6. März Kap Adare erreicht hatte, ließ Shackleton das Schiff in westliche Richtung in die Packeiszone zwischen Cape North (70° 41′ S, 165° 48′ O) und den Balleny-Inseln vordringen. Er hoffte, die Küstenlinie dieses noch unerforschten Teils der Antarktis bis zu dem weiter westlich gelegenen Adélieland kartieren zu können, doch das dicke Eis vereitelte seinen Plan und ließ ihn bei 69° 47′ S, 166° 14′ O aufgeben. Dennoch war die Nimrod damit so weit westlich wie kein Schiff zuvor in diesen antarktischen Sektor eingedrungen.
Am 9. März verließ die Nimrod endgültig die antarktische Küste und am 22. März erreichte sie den Lords River auf der unbewohnten Südseite von Stewart Island. Am nächsten Tag fuhr Shackleton in Begleitung von Adams, Joyce, Marshall, Wild und Brocklehurst im Ruderboot zur Ortschaft Oban, von wo er eine Reihe von Telegrammen abschickte, darunter einen 2500 Wörter langen Aufsatz über den Verlauf der Expedition an die Daily Mail. Zwei Tage später wurde die gesamte Expeditionsmannschaft an Bord der Nimrod von einer jubelnden Menschenmenge im Hafen von Lyttelton empfangen. Eine ähnliche Begrüßung erwartete sie auch am 20. April bei der Ankunft in Sydney. Dort trennten sich die Wege der Expeditionsteilnehmer. Während David und Mawson in Australien blieben, Wild nach England vorausfuhr, um im Londoner Expeditionsbüro mitzuarbeiten, und Brocklehurst eine Urlaubsreise antrat, reiste Shackleton gemeinsam mit Adams, Armytage und Mackintosh an Bord der RMS India zunächst nach Port Said. Während der Überfahrt arbeitete er mit dem neuseeländischen Journalisten Edward Saunders (1882–1922) an einer ersten Fassung seines Expeditionsberichts unter dem Titel The Heart of the Antarctic. Nach einem Zwischenaufenthalt in Brindisi trafen Shackleton und seine Begleiter über den Landweg und nach Überquerung des Ärmelkanals am 12. Juni 1909 inkognito in Dover ein.
Nach der Abmusterung Kapitän Evans’ in Lyttelton am 25. März 1909 erhielt der vormalige Erste Offizier John King Davis die Befehlsgewalt über die Nimrod. Mit weiteren Expeditionsteilnehmern an Bord, darunter Harry Dunlop und Alfred Cheetham, brach das Schiff am 8. Mai 1909 von Sydney zu einer Fahrt in den südlichen Pazifik auf. Davis sollte südlich des 50. Breitengrades die Existenz einiger in den Karten der Admiralität als zweifelhaft vermerkter subantarktischer Inseln und Inselgruppen überprüfen. Die Route führte ostwärts über die Royal-Company-Inseln, die Emerald-Insel, die Nimrod-Gruppe und Dougherty Island, die sich allesamt als Phantominseln entpuppten. Ferner stellte Davis fest, dass die Macquarieinsel in den Seekarten an einer falschen Position eingezeichnet war. Nachdem die Nimrod Ende Juni Kap Hoorn umrundet hatte, traf sie nach einem Zwischenstopp in Montevideo und einer fast zweimonatigen Fahrt über den Atlantik am 24. August 1909 in Falmouth ein.

## Zeitgenössische Rezeption

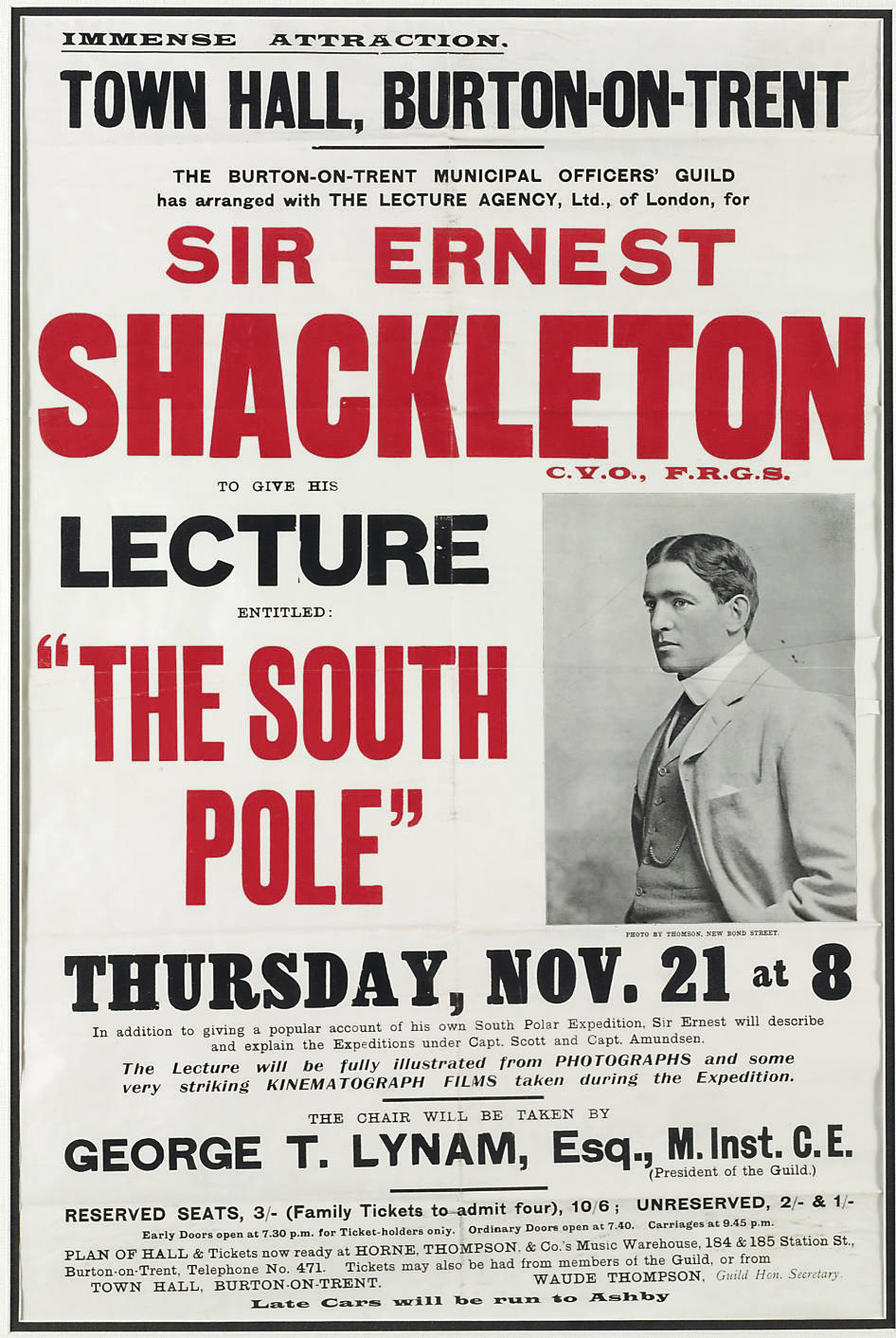
Veranstaltungsplakat zu einem der zahlreichen öffentlichen Vorträge, die Ernest Shackleton nach der Expedition hielt

Ungeachtet der Anerkennung im Kreis anderer Polarforscher wie Nansen und Amundsen war die Reaktion der Royal Geographical Society (RGS) auf die Nachrichten vom Ausgang der Expedition verhalten. Clements Markham hatte Zweifel an dem von Shackleton beanspruchten Südrekord geäußert, und auch die Verärgerung Robert Falcon Scotts über die nicht eingehaltene Vereinbarung über das Zielgebiet der Expedition hatte bei der RGS Wirkung gezeigt. Dennoch wurde Shackleton am 14. Juni 1909 vom RGS-Vorsitzenden Leonard Darwin und einer begeisterten Menschenmenge am Bahnhof Charing Cross in London empfangen. Laut Hugh Robert Mill nahm Scott nur widerstrebend „als Sklave seines Pflichtgefühls“ an den Begrüßungsfeierlichkeiten teil. Eine Tischrede während eines Empfangs im Savage Club nutzte Scott, um seine eigenen Ambitionen zu unterstreichen. In jedem Fall müsse ein Engländer als Erster am Pol sein, und er sei bereit, „sich dieses Themas anzunehmen“. Doppeldeutig fügte er hinzu: „Jetzt bleibt mir nur noch, Mr. Shackleton dafür zu danken, dass er mir auf so anständige Weise den Weg gewiesen hat.“
Markhams Zweifel am Südrekord der Nimrod-Expedition gründeten auf Shackletons Methode der Positionsbestimmung und den jeweils zurückgelegten Strecken. Auf den letzten Etappen nach Süden hatte Shackleton allein mittels Kopplung navigiert und Distanzen berechnet. Am 9. Januar hatte er eine innerhalb von fünf Stunden zurückgelegte Strecke von 29 Kilometer bis zum Erreichen von 88° 23′ S ermittelt, die auch auf dem Rückweg innerhalb von fünf Stunden bewältigt worden war. Eine derart große Distanz in solch kurzer Zeit hatte die Südgruppe auf keiner anderen Tagesetappe zurückgelegt. Zu berücksichtigen ist, dass zu diesem Zeitpunkt der Marsch nach Süden als rascher Vorstoß ohne Transportschlitten erfolgt war. Shackletons Daten hielten einer neuerlichen Berechnung durch Edward Ayearst Reeves (1862–1945), Navigationsexperte und Verantwortlicher für Landkarten bei der RGS, stand und wurden schließlich bei Scotts Marsch zum Südpol verifiziert.
Die offizielle Anerkennung seiner Leistungen erfuhr Shackleton allen voran durch König Edward VII., der ihn am 12. Juli 1909 zum Commander of the Royal Victorian Order ernannte und am 13. Dezember desselben Jahres zum Ritter schlug. Zudem erhielt Shackleton zahlreiche Auszeichnungen und Ehrenmitgliedschaften im In- und Ausland, darunter die Goldmedaillen der Gesellschaft für Erdkunde zu Berlin und der Frankfurter Geographischen Gesellschaft. Die RGS verlieh ihm am 28. Juni 1909 die Polarmedaille in Gold, jedoch mit dem zuvor herabwürdigenden Hinweis an den Hersteller: „Wir stellen anheim, die Medaille nicht so groß zu machen wie jene, die Capt. Scott verliehen wurde.“ Markham hatte seinen Einfluss bei der Gelehrtengesellschaft geltend gemacht, um Shackleton für dessen gebrochenes Versprechen gegenüber seinem Protegé Scott abzustrafen. Weitere Expeditionsteilnehmer wurden mit einer silbernen Ausführung der Medaille geehrt.

## Wissenschaftliche Ergebnisse

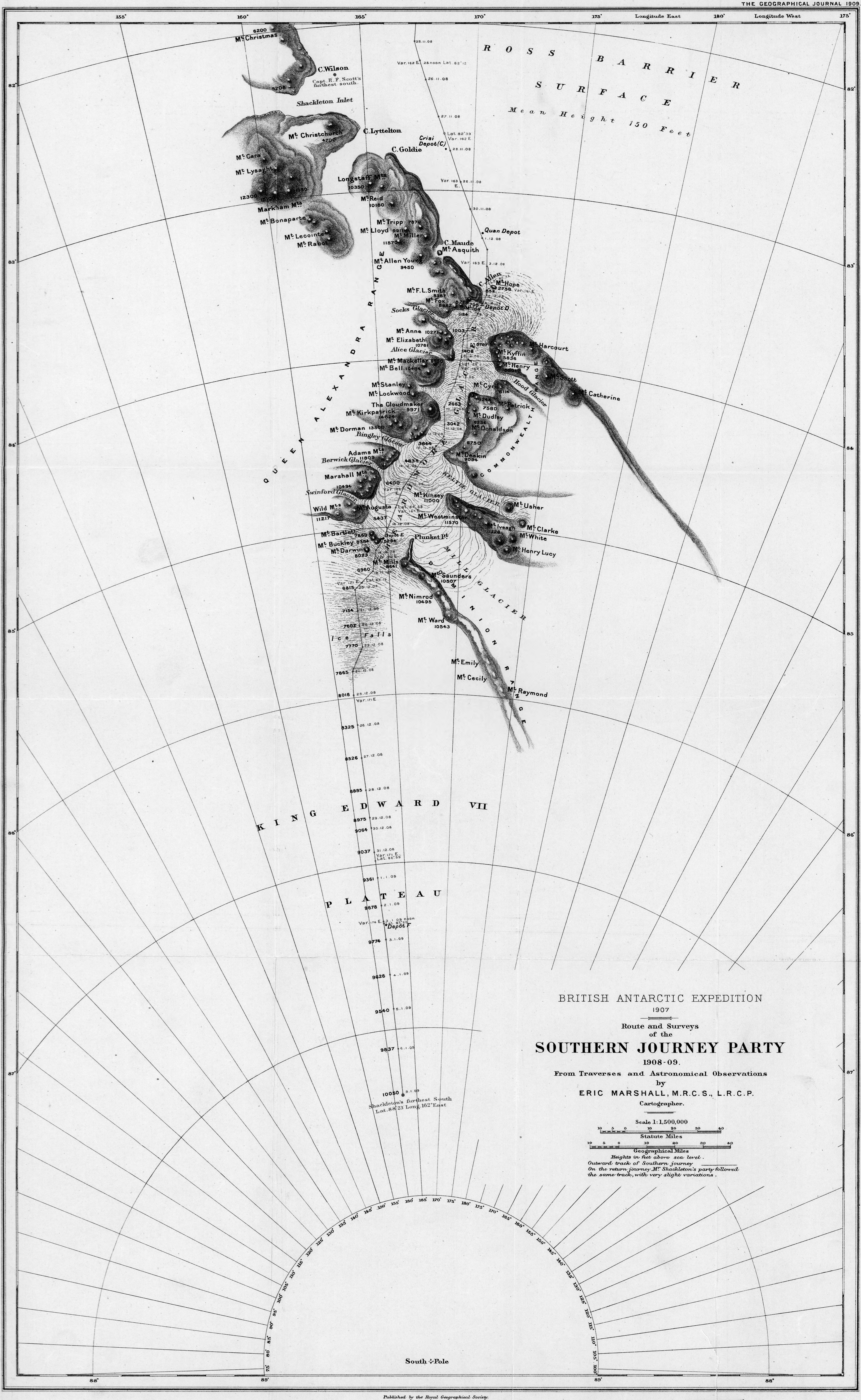
Die aus den geographischen Vermessungsarbeiten der Südgruppe entstandene Karte

Shackletons Expeditionsbericht unter dem Titel The Heart of the Antarctic erschien erstmals im November 1909 als zweibändiges Werk beim Londoner Verleger William Heinemann (1863–1920). Der erste Band enthält Shackletons Beschreibungen zu Vorbereitung und Ablauf der Expedition einschließlich des gescheiterten Marsches zum geographischen Südpol. Edgeworth Davids Abhandlung über den Marsch zum antarktischen magnetischen Pol, fünf Kapitel über die wissenschaftlichen Ergebnisse der Reise sowie ein von Eric Marshall erstelltes medizinisches Bulletin sind im zweiten Band enthalten. Zeitgleich zur Buchveröffentlichung erschien ein Übersichtsartikel im Geographical Journal. Darüber hinaus veröffentlichte James Murray 1910 die Ergebnisse der biologischen Arbeiten in einem eigenen Werk. Die detaillierte Auswertung der glaziologischen, physiographischen, stratigraphischen, tektonischen, paläontologischen und petrologischen Daten, an der neben Edgeworth David, Douglas Mawson und Raymond Priestley unter anderen auch Thomas Griffith Taylor (1880–1963), Scotts leitender Geologe bei der Terra-Nova-Expedition (1910–1913), beteiligt war, nahm mehrere Jahre in Anspruch. Die hierbei gewonnenen Erkenntnisse erschienen 1914 und 1916 in zwei Bänden.
Die drei Marschgruppen hatten große Gebiete des bisher unbekannten antarktischen Festlands kartiert und fehlerhafte geographische Vermessungen während der Discovery-Expedition korrigiert. Die Südgruppe hatte die südliche Begrenzung der Großen Eisbarriere entdeckt und belegt, dass sich der geographische Südpol auf der antarktischen Festlandmasse befindet. Laut der Datenbank des Geographic Names Information System wurden bei dieser Forschungsreise weit über hundert geographische Objekte in der Ross Dependency zwischen 74° 22′ S, 161° 49′ O und 85° 53′ S, 174° 43′ O entdeckt und benannt. Hinzu kommen weitere Objekte, die im vorläufigen neuseeländischen geographischen Lexikon für die Ross Dependency (New Zealand Provisional Gazetteer of the Ross Dependency) aus dem Jahr 1958 aufgeführt sind (siehe dazu Liste der während der Nimrod-Expedition entdeckten geographischen Objekte). John King Davis’ Fahrt mit der Nimrod von Sydney zum Kap Hoorn hatte die Existenz einiger in bisherigen Seekarten vermerkter subantarktischer Inseln widerlegt.
Die Nordgruppe um Edgeworth David hatte mit der Auffindung des antarktischen magnetischen Pols das Problem gelöst, das 70 Jahre zuvor der eigentliche Anlass für den Beginn der wissenschaftlichen antarktischen Forschung gewesen war. Die grundlegenden Arbeiten des deutschen Physikers und Mathematikers Carl Friedrich Gauß zum Erdmagnetismus hatten damals unter dem Einfluss Alexander von Humboldts und unter der Leitung des Göttinger Magnetischen Vereins zu umfangreichen magnetischen Untersuchungen auf der Südhalbkugel geführt, da ohne solche Messungen eine Nutzung der Gaußschen Theorie für eine sichere Navigation nicht in vollem Umfang möglich war. Fast zeitgleich waren in den Jahren 1838 bis 1843 drei große Forschungsexpeditionen ausgeschickt worden, um diese Untersuchungen durchzuführen und den magnetischen Pol zu finden, dessen Position Gauß mit 66° 0′ S, 146° 0′ O berechnet hatte. Der Brite James Clark Ross hatte die Lage des Magnetpols 1841 genauer bestimmen können (75° 5′ S, 154° 8′ O). Ross war ihm so nah gekommen, dass die Magnetnadel eine Neigung von 89 Grad gezeigt hatte. Er hatte den Pol aber nicht erreichen können, da dieser auf dem antarktischen Festland lag, das Ross wegen einer 40 bis 60 Meter hohen Eisbarriere nicht hatte betreten können. Die Nordgruppe der Nimrod-Expedition hatte nun herausgefunden, dass der Pol sich seit 1841 um etwa 317 Kilometer nach Norden verschoben hatte.
Bei den geologischen Arbeiten stechen Frank Wilds erstmaliger Nachweis von Kohle in der Antarktis und die versteinerten Überreste einer paläozoischen Koniferenart heraus, die der australische Biologe Ernest James Goddard (1883–1948) von der Universität Sydney nach Abschluss der Expedition in einem Dünnschliff einer Sandsteinprobe entdeckte, die die Südgruppe am 11. Dezember 1908 von der Mittelmoräne des Beardmore-Gletschers entnommen hatte. Darüber hinaus hatten die Geologen der Expedition große Vorkommen von Kenyit gefunden, ein Phonolith mit charakteristischen rhombenförmigen Einsprenglingen von Feldspat (Anorthoklas) in einer vorwiegend glasigen Matrix, den bis dahin allein John Walter Gregory am Mount-Kenya-Massiv in Afrika entdeckt und nach diesem benannt hatte. In der geologischen Sammlung des Natural History Museum befinden sich Exponate aus Gneis, Granit und Eruptivgesteinen wie Porphyr, Basalt, Trachyt und Olivin-Basanit, die Priestley, Mawson und David vorwiegend auf der Ross-Insel und den Dellbridge-Inseln entnommen hatten.
James Murrays Arbeiten waren die ersten, in denen die antarktische Süßwasserfauna detailliert untersucht wurde. Murrays Schwerpunkt lag dabei in der Mikro- und Meiofauna der am Kap Royds befindlichen Seen, in denen er Arten von Bär- und Rädertierchen, Bauchhärlingen, Sonnentierchen sowie Faden- und Strudelwürmern nachgewiesen hatte. Die biologischen Proben enthielten überdies 13 bis dahin unbekannte antarktische Flechtenarten.

## Nachwirkungen und neuzeitliche Bewertung

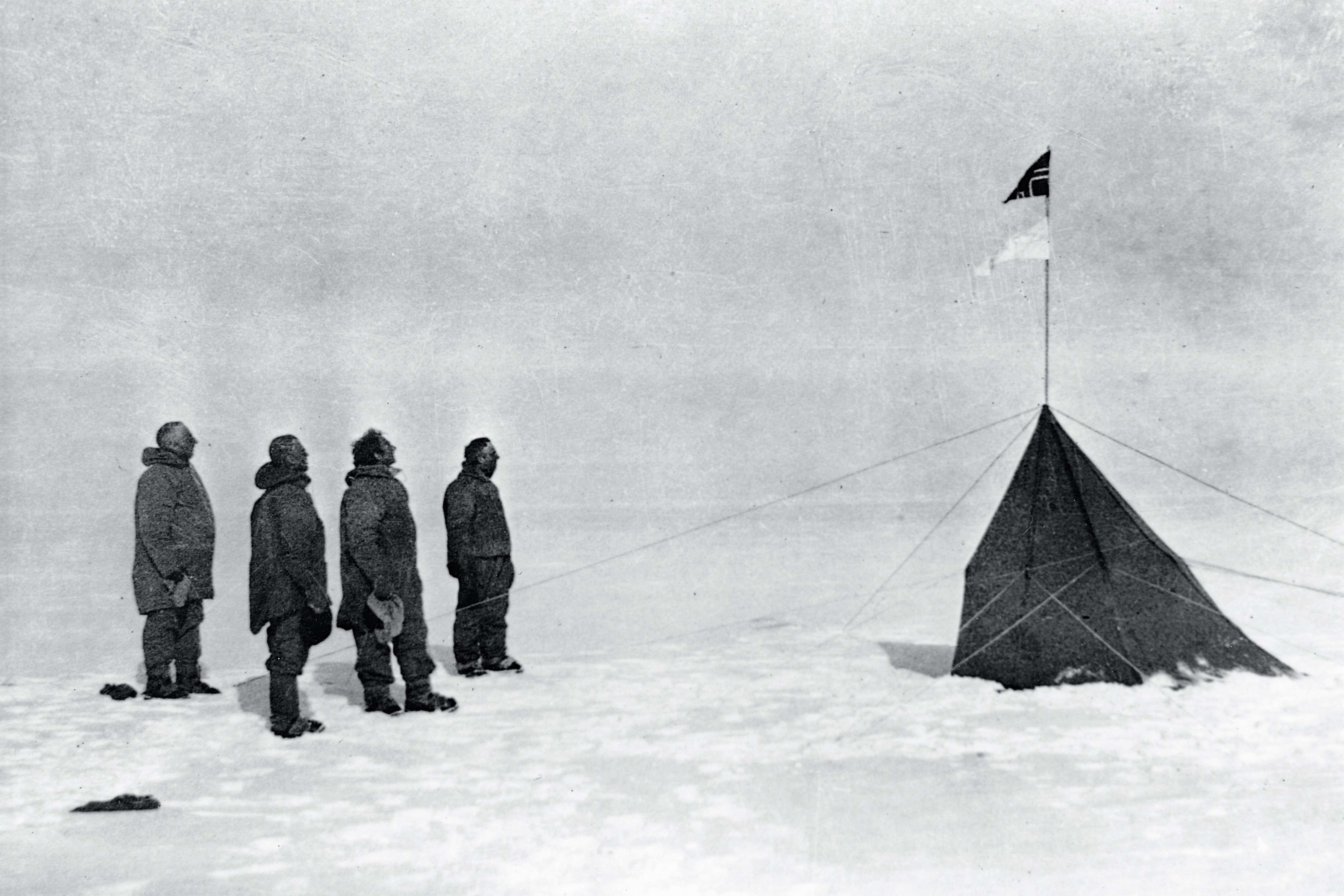
V. l. n. r.: Roald Amundsen, Helmer Hanssen, Sverre Hassel und Oscar Wisting am geographischen Südpol am 14. Dezember 1911 (fotografiert von Olav Bjaaland)

Shackletons Hoffnung, aus der Nimrod-Expedition finanzielle Gewinne zu erzielen, erfüllte sich nicht. Er war kaum in der Lage, ausstehende Darlehen und Bürgschaften zurückzuzahlen. Die britische Regierung bewahrte ihn durch einen öffentlichen Zuschuss in Höhe von 20.000 Pfund vor der Insolvenz. Darüber hinaus soll ein Teil seiner Schulden zunächst gestundet und schließlich nicht mehr eingefordert worden sein.
Der aufgestellte Südrekord hatte knapp drei Jahre Bestand, bis Roald Amundsen und vier Begleiter ihn am 8. Dezember 1911 auf ihrem Weg zum geographischen Südpol, den sie sechs Tage später als erste Menschen erreichten, überboten. Shackletons Ambitionen als Polarforscher verlagerten sich danach auf die Durchquerung der Antarktis, die er erfolglos bei der Endurance-Expedition (1914–1917) in Angriff nahm. Die Ereignisse während dieser Forschungsreise festigten trotz des Fehlschlags, der mit dem Verlust des Expeditionsschiffs verbunden war, seinen Ruf als außergewöhnlicher Expeditionsleiter, der in vermeintlich ausweglosen Situationen seine Untergebenen zu Höchstleistungen motivieren konnte.
Zahlreiche Expeditionsmitglieder nahmen in den Jahren nach der Nimrod-Expedition an weiteren Forschungsreisen in die Antarktis oder Arktis teil. Douglas Mawson leitete die erste australische Antarktisexpedition (1911–1914) und die BANZARE (1929–1931), deren Schiffe John King Davis kommandierte. Raymond Priestley, Bernard Day und Alfred Cheetham gehörten zur Mannschaft von Scotts Terra-Nova-Expedition (1910–1913). Cheetham und George Marston in der Weddell-Meer-Gruppe sowie Aeneas Mackintosh als Leiter und Ernest Joyce als Mitglied der Ross Sea Party waren Teilnehmer an Shackletons Endurance-Expedition. Mackintosh starb während dieser Reise in einem Blizzard. Ein tragisches Schicksal ereilte auch James Murray und Alistair Mackay, die an der Kanadischen Arktisexpedition (1913–1918) unter der Leitung von Vilhjálmur Stefánsson teilnahmen. Seit ihrem Versuch im Februar 1914 nach dem Sinken des Expeditionsschiffs Karluk nordöstlich der Wrangelinsel gemeinsam mit zwei Kameraden Land zu erreichen, sind sie verschollen. Frank Wild war nach seiner Rückkehr von Mawsons erster Antarktisexpedition stellvertretender Kommandeur bei beiden Expeditionen, die Shackleton nach Abschluss der Nimrod-Expedition unternahm. Bei der Quest-Expedition (1921–1922) übernahm Wild nach Shackletons überraschendem Tod im Januar 1922 die Expeditionsleitung.
Die Nimrod sank nach einer Zeit als Museumsschiff und dem anschließenden Verkauf zur Erstattung der Expeditionskosten am 31. Januar 1919 vor der Küste von Norfolk, nachdem sie auf die Klippen der Barber Sands gelaufen war. Nur zwei Männer der zwölfköpfigen Besatzung überlebten.
Die Originale des Expeditionsbuchs Aurora Australis verblieben im privaten Umfeld der Expeditionsteilnehmer. Einige sind bis in die Gegenwart erhalten. Im März 2006 erzielte eines dieser Exemplare bei einer Auktion in der Grafschaft Northumberland einen Erlös von 53.000 Pfund. Der Nachdruck des Originals erschien 1909 in einer Luxusausgabe von The Heart of the Antarctic in einer limitierten Auflage von 300 Exemplaren. Weitere Faksimiles erschienen 1986 und 2005.
Der von der Konsultativtagung des Antarktisvertrags 1972 beschlossene Erhalt der am Kap Royds errichteten Expeditionshütte als kulturhistorisches Monument liegt seit 2004 in den Händen des neuseeländischen Antarctic Heritage Trust. Mitarbeiter der Stiftung bargen 2010 fünf seit 1909 unter der Hütte verschüttete Kisten mit Whisky und Cognac, die bereits 2006 entdeckt worden waren.
Zum Jahreswechsel 2008/2009 fand die Shackleton Centenary Expedition statt, bei der ein dreiköpfiges Team unter der Leitung von Henry Worsley (1960–2016), ein Nachfahre von Kapitän Frank Worsley, auf den Spuren der Nimrod-Expedition den historischen Marsch Richtung Südpol wiederholte und die damals noch fehlenden 180 Kilometer komplettierte.
Die Nimrod-Expedition gehört trotz der zahlreichen Pionierleistungen gemeinhin zu den weniger bekannten Forschungsreisen des Goldenen Zeitalters der Antarktisforschung. Obwohl sie wegweisend war für die beiden nachfolgenden Antarktisexpeditionen unter Roald Amundsen und Robert Falcon Scott, ist deren Bekanntheit wegen des Wettlaufs zum geographischen Südpol zwischen dem norwegischen Polarforscher und seinem unterlegenen britischen Kontrahenten weitaus größer. Aus wissenschaftlicher Sicht war die Nimrod-Expedition nach Meinung von Polarhistorikern die bedeutendste der drei Antarktisreisen Ernest Shackletons.

### Standardwerke zur Nimrod-Expedition
- Beau Riffenburgh: Nimrod. Berlin Verlag, Berlin 2006, ISBN 3-8270-0530-2.
- Ernest Shackleton: The Heart of the Antarctic, Vol. I und Vol. II. William Heinemann, London 1909 (englisch, abgerufen im Internet Archive am 11. September 2009).
- David M. Wilson: Nimrod Illustrated. Reardon Publishing, Cheltenham 2009, ISBN 1-873877-90-0.

### Shackleton-Biografien
- Margery und James Fisher: Shackleton. James Barrie Books, London 1957.
- Roland Huntford: Shackleton. Hodder and Stoughton, London 1985, ISBN 0-340-25007-0 (englisch, abgerufen unter Google Bücher am 5. November 2013).
- Hugh Robert Mill: The Life of Sir Ernest Shackleton. William Heinemann, London 1923 (englisch, abgerufen im Internet Archive am 10. September 2009).

### Zeitgenössische ergänzende Werke
- Roald Amundsen: Sydpolen, den norske sydpolsfærd med Fram, 1910–1912. Band 2. J. Dybwad, Kristiania 1912 (norwegisch, eingeschränkte Vorschau in der Google-Buchsuche).
- Louis Bernacchi: To the South Polar regions. Hurst & Blackett, London 1901 (englisch, abgerufen im Internet Archive am 3. September 2017).
- Frederick George Jackson: The Great Frozen Land. McMillan, London 1895 (englisch, abgerufen im Internet Archive am 23. August 2013).
- Frederick George Jackson: A thousand days in the Arctic. Harper & Brothers, London 1899 (englisch, abgerufen im Internet Archive am 24. August 2013).
- John Scott Keltie und Hugh Robert Mill (Hrsg.): Report of the Sixth International Geographical Congress, held in London, 1895. John Murray, London 1896 (englisch, abgerufen im Internet Archive am 4. November 2013).
- Francis L. McClintock: Fate of Sir John Franklin. John Murray, London 1869 (englisch, abgerufen im Internet Archive am 28. Dezember 2009).
- James Clark Ross: A voyage of discovery and research in the southern and Antarctic regions, during the years 1839–43, Vol. II. John Murray, London 1847 (englisch, abgerufen im Internet Archive am 8. November 2013).
- Robert Falcon Scott: The Voyage of the Discovery, Vol. I und Vol. II. Macmillan, London 1905 (englisch, abgerufen im Internet Archive am 11. September 2009).
- Vilhjálmur Stefánsson: The friendly Arctic. Macmillan, New York 1921 (englisch, abgerufen im Internet Archive am 27. Dezember 2009).
- Manuskriptsammlung des Scott Polar Research Institute (Abkürzung: SPRI MS), Universität Cambridge.

### Neuzeitliche ergänzende Werke
- Pierre Berton: The Arctic Grail. Viking Penguin, New York 1988, ISBN 0-670-82491-7.
- David Crane: Scott of the Antarctic. HarperCollins, London 2005, ISBN 0-00-715068-7.
- Regina W. Daly: The Shackleton Letters. Erskine Press, Norwich 2009, ISBN 978-1-85297-101-4.
- Ranulph Fiennes: Captain Scott. Hodder and Stoughton, London 2004, ISBN 0-340-82699-1.
- Kurt Hassert: Die Polarforschung. Geschichte der Entdeckungsreisen zum Nord- und Südpol. Goldmann, München 1956.
- Roland Huntford: The last Place on Earth. Pan Books, London 1985, ISBN 0-330-28816-4 (englisch, abgerufen unter Google Bücher am 11. November 2013).
- Philip R. Kyle (Hrsg.): Volcanological and Environmental Studies of Mount Erebus, Antarctica. American Geophysical Union, Washington 1994, ISBN 0-87590-875-6.
- Hugh Robert Mill: An Autobiography. Longman, Green & Co., London 1951.
- Leif Mills: Frank Wild. Caedmon of Whitby, Whitby 1999, ISBN 0-905355-48-2.
- William James Mills: Exploring Polar Frontiers, Vol. I. ABC-Clio, Santa Barbara 2003, ISBN 1-57607-422-6 (englisch, abgerufen unter Google Bücher am 8. November 2013).
- Russell Owen: The Antarctic Ocean. Whittlesey House, New York 1941 (englisch, abgerufen im Internet Archive am 11. November 2010).
- Lincoln Paine: Ships of Discovery and Exploration. Houghton Mifflin, Boston 2000, ISBN 0-395-98415-7 (abgerufen unter Google Bücher am 8. November 2013).
- Diana Preston: A First Rate Tragedy. Constable and Robinson, London 1999, ISBN 0-09-479530-4 (englisch, abgerufen unter Google Bücher am 9. November 2013).
- John Stewart: Antarctica – An Encyclopedia. McFarland & Co., Jefferson und London 2011, ISBN 978-0-7864-3590-6.
- Isobel Williams: With Scott in the Antarctic – Edward Wilson: Explorer, Naturalist, Artist. The History Press, Stroud 2008, ISBN 978-0-7509-4879-1.

## Umrechnungsdaten
1. ↑  Bei diesem und allen folgenden Geldbeträgen erfolgt die Umrechnung mit Hilfe von Vorlage:Inflation und Vorlage:Wechselkurs.
2. ↑  Inflationsbereinigt etwa 1.186.000 Euro.
3. ↑  Inflationsbereinigt etwa 5,08 Mio. Euro
4. ↑  Inflationsbereinigt etwa 7,51 Mio. Euro.
5. ↑  Inflationsbereinigt etwa 1,86 Mio. Euro.
6. ↑  Inflationsbereinigt etwa 847.000 Euro.
7. ↑  Inflationsbereinigt etwa 339.000 Euro.
8. ↑  Inflationsbereinigt etwa 836.000 Euro.
9. ↑  Inflationsbereinigt etwa 3,34 Mio. Euro.
10. ↑  Inflationsbereinigt etwa 123.000 Euro.

- Karte mit allen Koordinaten:
- OSM |
- WikiMap